# Fondation de Mont-de-Marsan
La fondation de Mont-de-Marsan est due au vicomte Pierre de Marsan, entre 1133 et 1141, par partition d'une partie du territoire de Saint-Pierre-du-Mont. Elle s'articule autour du développement successif de trois bourgs : 
- le Bourg Vieux, quartier primitif  apparaissant autour du château Vieux, première forteresse édifiée par le vicomte de Marsan à la confluence de deux rivières, la Douze et le Midou,
- le Bourg Neuf, extension vers le nord et l'est du Bourg Vieux le long de la rive gauche de la Douze (Bourg Vieux et Bourg Neuf resteront les centres du pouvoir vicomtal, municipal et religieux de la ville)
- le Bourg de la Grande Fontaine, quartier commercial, se développant au sud du Bourg Vieux et du Midou autour du port fluvial de Mont-de-Marsan.

Mont-de-Marsan garde pendant des siècles sa triple vocation :
- défensive, jusqu'à la destruction de ses forteresses à partir de la fin les guerres de religion,
- religieuse, jusqu'à la dispersion des moines et religieuses à la Révolution française,
- commerciale, jusqu'à l'arrêt du transport fluvial sur la Midouze en 1903.

Son nouveau statut de chef-lieu du département des Landes en 1790 entraîne une modification de sa physionomie au cours du XIXe siècle : agrandissement par annexion de quartiers ou communes limitrophes, destruction d'anciens bâtiments militaires médiévaux et religieux pour permettre l'édification des nouveaux bâtiments administratifs.

## Les origines
A la fin du Xe siècle, le duc Guillaume Sanche entreprend de relever la Gascogne de l'effondrement de ses structures politiques consécutives aux invasions barbares et lance avec l'Église catholique une campagne de fondation de monastères pour mailler le territoire et l'administrer. C'est ainsi qu'est créée en 988 l'abbaye de Saint-Sever, qui est dotée dès sa fondation d'un nombre important de paroisses, avec leurs terres, leurs églises et les habitants qui y vivent.
À la fin de ce même Xe siècle apparaît la vicomté de Marsan, à peu près à la même époque que les vicomtés voisines de Dax et de Tartas. Jusqu'au début du XIIe siècle, les vicomtes de Marsan vivent dans leur château de Marsan à Roquefort, siège de leur seigneurie, à la confluence de la Douze et de l'Estampon. En 1133, le jeune vicomte Pierre de Marsan entreprend de fonder un bourg castral sur un éperon situé sur la paroisse de Saint-Pierre-du-Mont, à la confluence de la Douze et du Midou, pour en faire le nouveau siège de sa vicomté. Comme à Roquefort, il mise sur les défenses naturelles qu'offre l'endroit. Mais il juge la situation géographique, à la limite de la Haute Lande, de la Chalosse et de l'Armagnac, plus propice à générer des revenus, en lien notamment avec le flux de marchandises transportées par voie fluviale jusqu'au Golfe de Gascogne, complétés des dépenses des pèlerins de Compostelle traversant le secteur sur la voie limousine et des différents droits seigneuriaux payés par les futurs habitants (droits d'usage des futurs moulins à eau que le site peut accueillir, de franchissement des rivières par les ponts à péage, les redevances perçues sur les marchés qui s'y tiendront, etc.).
L'acte original de la fondation de Mont-de-Marsan n'est pas parvenu jusqu'à nous mais il existe, dans le Livre Rouge de l'évêché d'Aire, un texte du début du XIVe siècle qui nous éclaire sur les circonstances de cette fondation. Le vicomte Pierre de Marsan a autorité directe sur les habitants de sa seigneurie, y compris ceux des paroisses de Saint-Médard-de-Beausse, Saint-Jean-d'Août et Saint-Martin de Nonères, mais pas sur ceux des domaines placés sous l'autorité de l'abbaye de Saint-Sever. Les paroisses de Saint-Pierre-de-Roca (Saint-Pierre-du-Mont) et de Saint-Genès-des-Vallées sont dans ce cas. Il faut donc que le vicomte obtienne obligatoirement l'accord de l'abbé de Saint-Sever, seigneur de ces domaines et de leurs habitants, pour fonder son castelnau à l'endroit qu'il a choisi.
La situation des deux paroisses sur des hauteurs s'explique par le choix d'établissement des gallo-romains dont elles sont les héritières, afin de bénéficier d'une meilleure protection. Elles sont trop distantes du site portuaire que le vicomte ambitionne de créer et d'un accès malaisé. Plutôt que d'établir son castelnau près des populations, le vicomte doit donc convaincre les paroissiens de Saint-Pierre et de Saint-Genès de quitter leur foyer pour venir peupler la future cité qu'il compte fonder. Le texte indique que c'est exactement ce qu'il fait, en leur présentant les avantages qu'ils pourraient en tirer, notamment la liberté, ce qui pour certains, n'est pas neutre. Mais ces derniers lui opposent le fait que seul leur seigneur, l'abbé de Saint-Sever, est en droit d'en décider. Il est à noter que les habitants n'ont pas tous le même statut : ceux de Saint-Genès sont des serfs, propriété de l'abbé de Saint-Sever, tandis que ceux du castrum de Saint-Pierre (qui se présente sous la forme d'un simple village fortifié au sommet du plateau du Castera, protégé par un fossé et des palissades, aux abords de l'église de Saint-Pierre-du-Mont érigée au XIe siècle) paient le cens à l'abbé, signe de leur liberté. Ils sont ainsi redevables du paiement à l'abbé de six deniers par an et par foyer, de la dîme, des droits au baptême ou à la justice, des taxes sur les échanges et le commerce, des banalités pour l'utilisation des moulins, fours, pressoirs, etc.
Le vicomte prend à ce moment le parti de ne pas employer la manière forte à l'encontre de l'abbé mais au contraire, la voie diplomatique. Il entame ainsi des démarches qui durent huit années, jusqu'en 1141, et négocie successivement avec pas moins de trois abbés : Robert (1130-1136), Arnaud II de Tresgeit (1137-1140) et Sanche II Raymond (1140-1145), avec qui l'accord est finalement conclu. Cette durée peut s'expliquer par l'hésitation probable des différents abbés, le départ d'une partie de la population d'une de leurs paroisses revenant à les priver d'une partie de leurs revenus et de leur pouvoir.
La conclusion de cet accord ne se fait pas sans contrepartie, et le vicomte octroie à l'abbaye une maison à l'intérieur de la future ville exempte de toute redevance et un prieuré bénédictin, centré sur une église vouée à Marie Madeleine, à l'emplacement de l'actuelle église de la Madeleine. L'abbé obtient en outre de conserver sur les habitants de Saint-Genès allant s'établir dans le nouveau bourg tous les droits (y compris de justice) qu'il a sur eux et le privilège de nommer le curé de la nouvelle paroisse. L'évêque d'Aire, monseigneur Bonhomme, s'oppose à l'accord entre le vicomte et l'abbé, car depuis le milieu du XIe siècle, c'est à lui que revient le privilège de nommer le curé des paroisses nouvellement créées. Or l'accord contrevient à cette règle, puisqu'il dispose que c'est l'abbé qui nomme le curé de la paroisse de Mont-de-Marsan. Le conflit s'envenime et le différend est porté devant l'assemblée des évêques de Gascogne présidée par l'archevêque d'Auch. Ces grands prélats se réunissent à Perquie en 1141 puis en synode à Nogaro. L'affaire se solde par le versement d'une forte indemnité par l'abbé de Saint-Sever à son évêque qui, en échange, abandonne toute prétention sur l'église prieurale de la Madeleine de Mont-de-Marsan.
Le vicomte Pierre de Marsan ne crée pas d'institution municipale (mayretat en gascon) au moment de la fondation de la cité ni dans les années qui suivent. Il donne en revanche à la ville une  charte de franchises. Il faut attendre le milieu du XIIIe siècle et le vicomte Gaston VII de Béarn pour trouver la première mention d'un maire de Mont-de-Marsan et de son assemblée communale. La création de la première mairie et du sceau de Mont-de-Marsan est donc située entre 1240, date à laquelle Gaston VII  devient vicomte de Marsan par mariage, et 1259, date de la première mention de la mairie.

## Extensions
Le bourg primitif est celui créé à la fondation de la ville entre 1133 et 1141 et centré sur le château vicomtal. À partir de la deuxième moitié du XIIe siècle, Mont-de-Marsan s'agrandit en plusieurs faubourgs, qui viennent s'accoler au bourg primitif qui prend alors le nom de Bourg-Vieux. Aucun document datant du siècle qui suit la fondation de Mont-de-Marsan n'est parvenu jusqu'à nous. Seule l'archéologie et les travaux de recherche permettent d'estimer la chronologie et le périmètre des phases successives d'extension de la ville pendant cette période. Il n'existe pas d'ordre d'apparition des faubourgs. Ils se forment peu à peu à partir de la construction de nouvelles maisons (généralement en bois, torchis et toit de chaume) le long des principaux axes de sortie de la ville, c'est-à-dire au Moyen Âge en direction de Roquefort et de Saint-Médard-de-Beausse vers l'Est, Saint-Jean-d'Août vers l'Ouest, Saint-Sever au Sud. Les vicomtes ont dû fixer avec le temps les premières règles d'urbanisme.

### Le Bourg-Vieux(Borg Vieilh)
Le château vicomtal, qui sera ultérieurement dénommé le château Vieux, est édifié à l'emplacement actuel du théâtre municipal de Mont-de-Marsan. Il doit être entouré, à ses débuts, d'un simple fossé creusé de la main de l'homme et reliant les deux rivières, donc rempli d'eau. Le périmètre du bourg castral primitif est un quadrilatère d'environ 2 hectares délimité par la rue Dominique-de-Gourgue à l'Ouest, la rue Lacataye au Sud, la rue Pujolin à l'Est et la rue Armand-Dulamon prolongée par la rue Victor-Hugo au Nord. Il inclut l'église prieurale de la Madeleine, au bout de la rue Robert-Wlérick, constituant le premier axe du bourg Vieux. Les premiers remparts de Mont-de-Marsan sont érigés en pierres coquillières, typiques de l'architecture médiévale montoise et subiront des agrandissements au gré de l'expansion de la ville. Le Bourg-Vieux concentre les trois lieux de pouvoir : le château Vieux (siège du pouvoir vicomtal), la mairie face au château (siège du pouvoir communal) et l'église prieurale de la Madeleine (siège du pouvoir religieux). Sur la place de l'église se tient le marché aux grains, le plus ancien de la ville, proche des moulins à eaux implantés à la confluence. La première porte de la ville se situe entre la mairie de l'époque (transformée en bibliothèque puis en résidence), et l'actuel café Le Divan. Elle est conservée jusqu'au XVIIIe siècle. Les hôtels particuliers de la noblesse se concentrent dans ce quartier : maison de Cloche, maison Dupeyré, hôtel Brettes, hôtel Papin, etc.

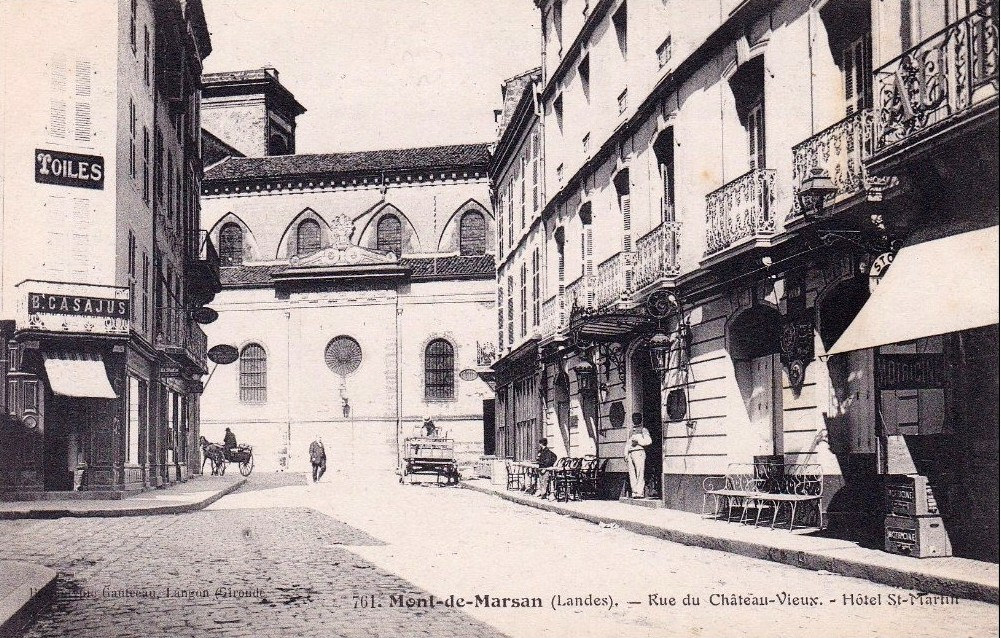
Rue du Château-Vieux (actuelle rue Robert-Wlérick), une des premières de la cité, reliant le château vicomtal à l'église prieurale de la Madeleine, dans le bourg Vieux.
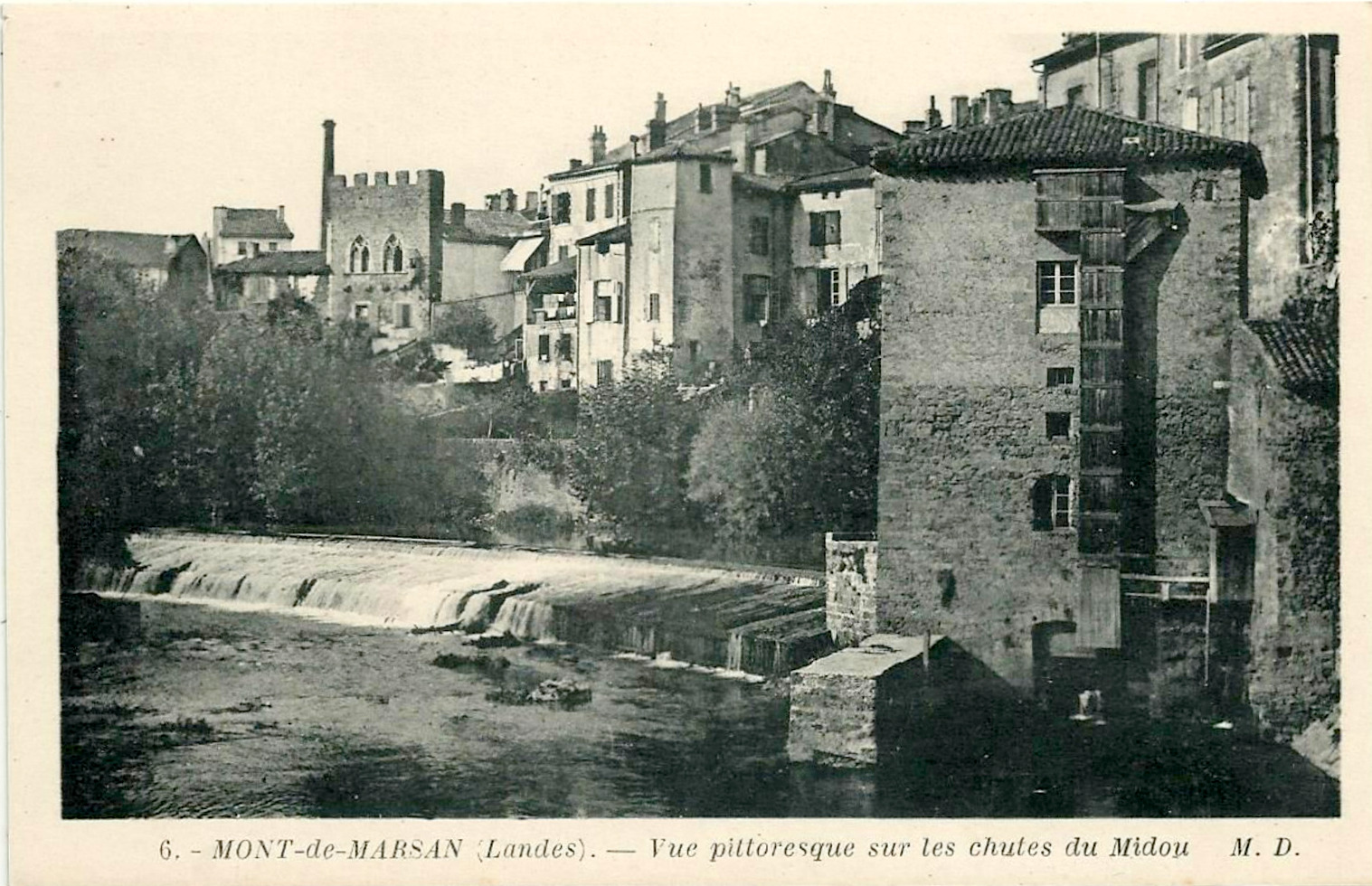
Minoterie et vestiges du premier rempart du Bourg Vieux sur la Douze avec une maison crénelée, présentant deux baies géminées à remplages.

### Le Bourg-Neuf(Borg Nau)
Peu après apparaît un faubourg, fait de nouvelles habitations qui s'accolent à l'extérieur des premiers remparts du bourg vieux vers le nord jusqu'à la Douze. Il deviendra le Bourg-Neuf. Le tracé de la rue Maubec et la construction des maisons romanes de Mont-de-Marsan datent de cette époque. Bâties à l'origine hors des murs de la ville, le caractère défensif des maisons fortes permet à leurs occupants de se protéger des pillards. Les murailles sont agrandies pour englober le nouveau bourg, dont l'axe principal est la rue Armand-Dulamon prolongée par la rue Victor-Hugo. Cet axe porte le nom de rue du Bourg-Nau et le gardera jusqu'à la Révolution française. Il est gardé par la porte de Campet à l'Ouest et la porte de Roquefort à l'Est. Bourg-Neuf et Bourg-Vieux sont les quartiers de résidence de la noblesse et des notables de la ville.
La porte de Roquefort (située au niveau de l'actuel square des Anciens-Combattants) est la principale entrée de la ville d'alors, donnant accès au quartier du Bourg-Neuf. Le premier couvent des Clarisses se situe depuis le XIIIe siècle près de cette porte, avant sa destruction au XVIe siècle pour permettre la construction de nouvelles défenses, appelées les Tenailles.
Aujourd'hui disparu, le pont de la May de Diù, autrement dit de la Mère de Dieu en gascon, est le plus ancien pont connu de Mont-de-Marsan. Soumis à péage, il permet au Moyen Âge le franchissement de la Douze pour entrer dans la ville par la porte de Roquefort. Il s'agit sans doute à l'origine du seul pont de la ville, ce qui explique que les habitants ne lui donnent un nom que tardivement. Privé de débouché au XVIe siècle par la construction des bastions de la Tenaille, il est désaffecté et semble être en ruine dès le XVIIe siècle. Aujourd'hui, les restes d'une pile sont encore visible dans le parc Jean Rameau.
De nouveaux remparts, hauts d'une dizaine de mètres, sont construits en grand appareil en pierre coquillières d'Uchacq, comme le sont les constructions de cette époque en ville. Édifiés au XIIIe siècle, ils assurent la défense de la ville à l'est. Quatre tours barlongues subsistent. Les remparts sont inscrits aux Monuments historiques en date du 21 novembre 1942 en même temps que la maison de l'éclusier, moulin fortifié du XVe siècle sur le Midou défendant ce secteur de la cité.
Blotti dans les anciens fossés qui longeaient les remparts côté est de la cité primitive, se trouve le pittoresque et très ancien lavoir du Bourg-Neuf. Formé de deux bassins, il est alimenté par une fontaine où est gravée dans la pierre la date de 1734.

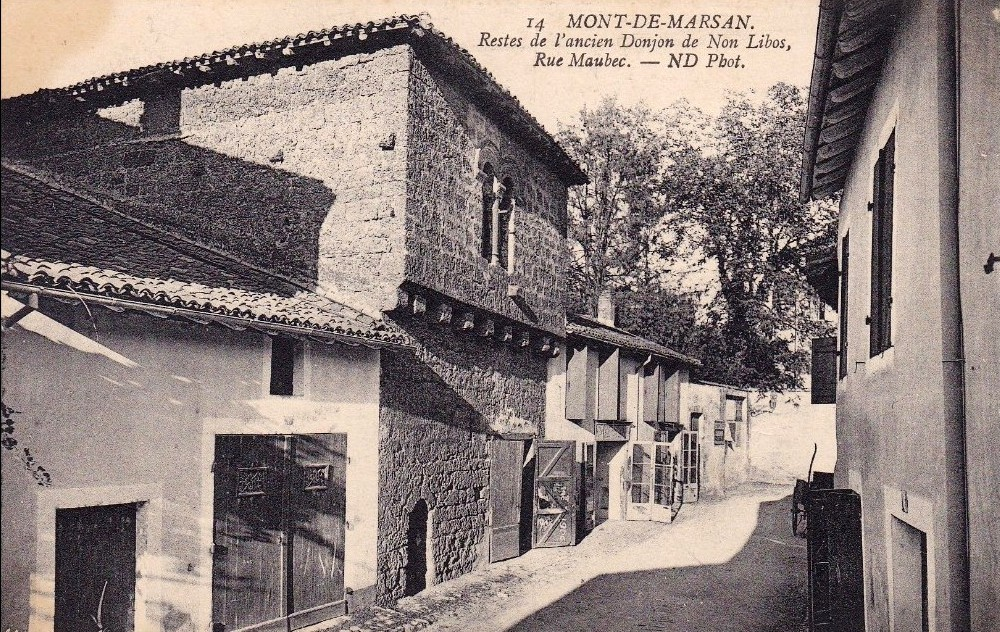
Maison forte de la rue Maubec.
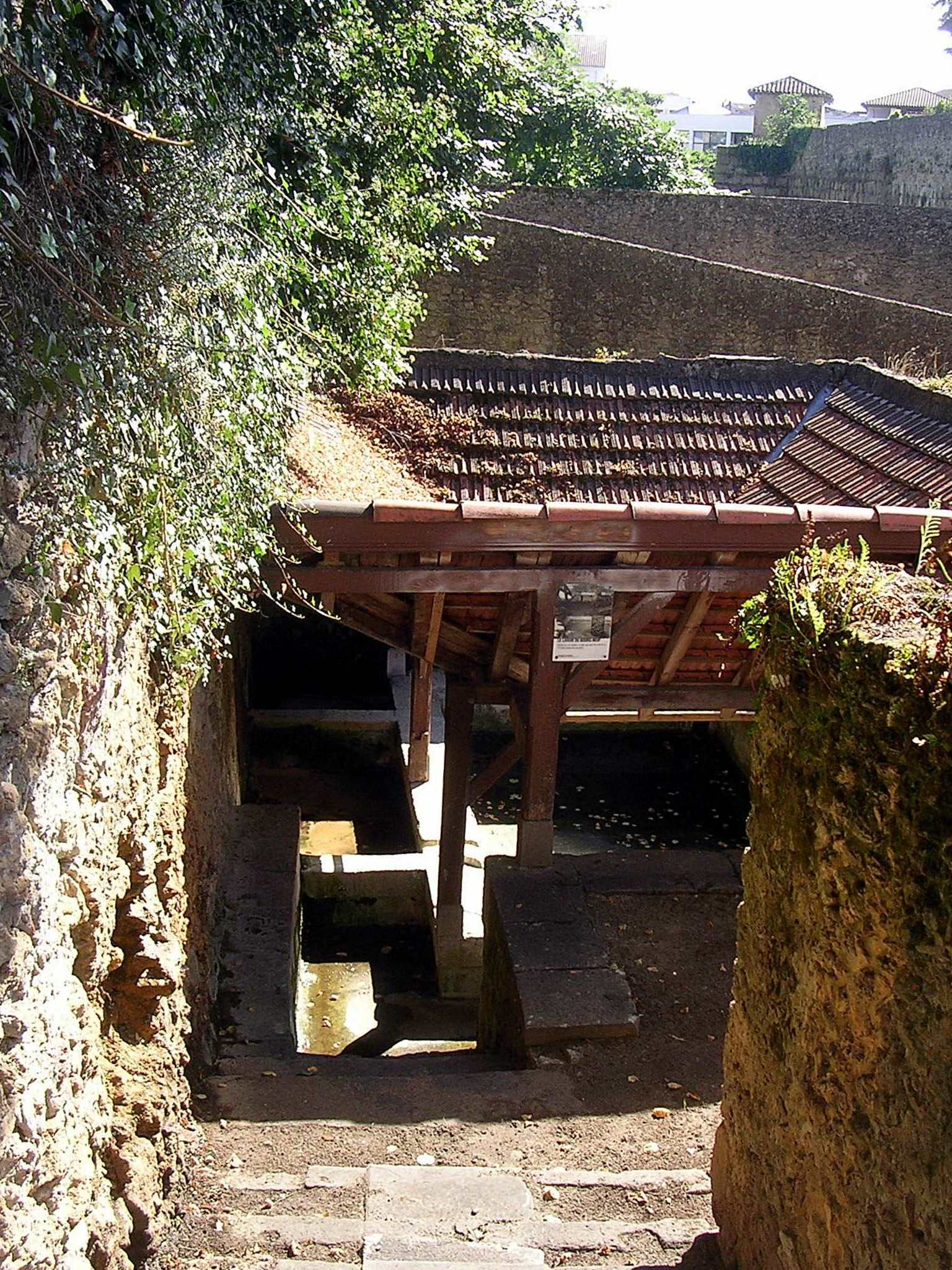
Lavoir du Bourg Neuf.

### Le Bourg de la Grande Fontaine(Borg de la Font Grana)

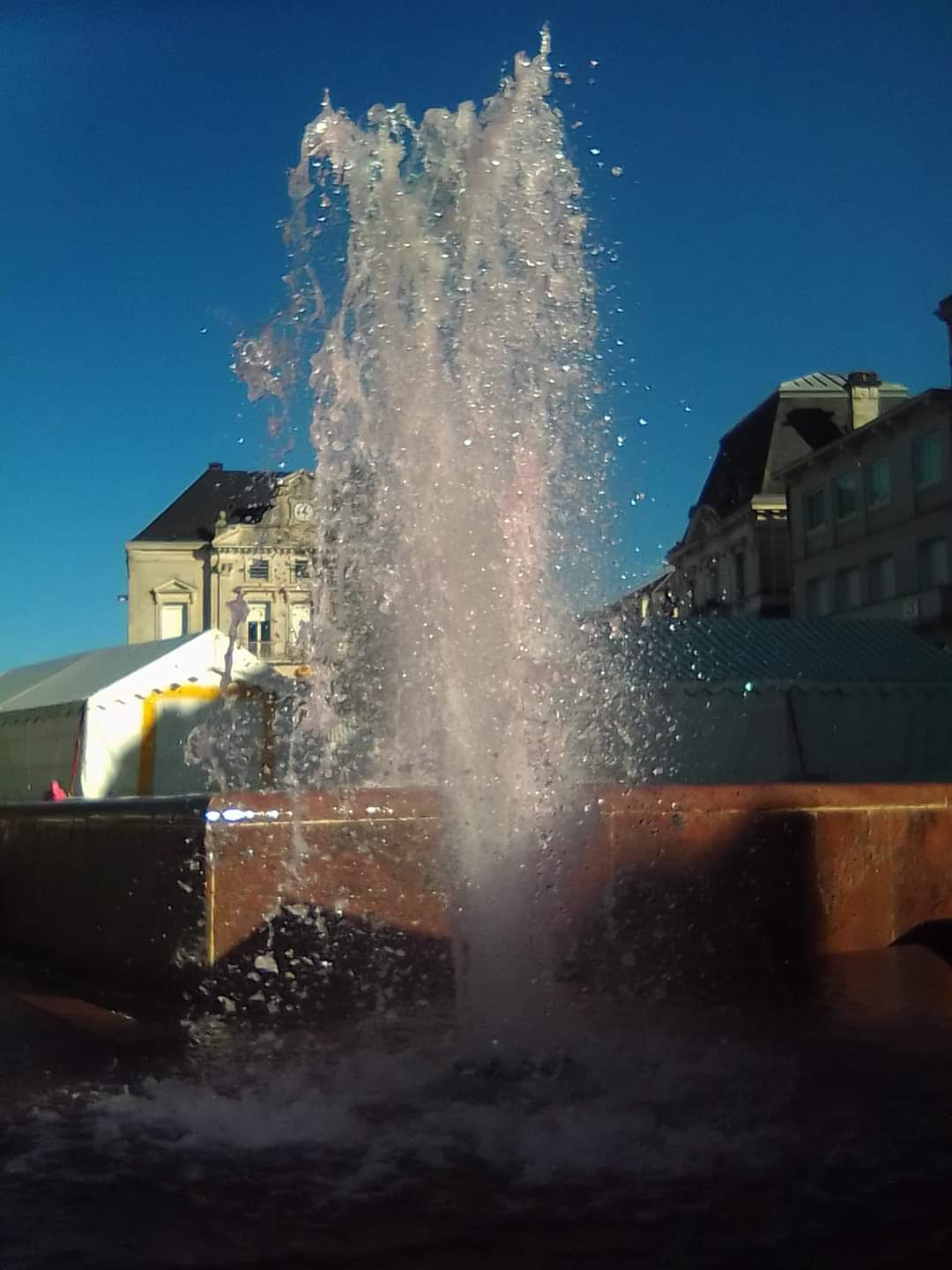
Fontaine de l'actuelle place du Général-Leclerc

À peine passé le milieu du XIIe siècle, la ville dépasse ses limites premières et s'étend vers le sud. Le pont de Pierre est construit au-dessus des chutes du Midou. Jugé trop étroit, il est remplacé par le pont de l'Hôtel de Ville en 1810 (rebaptisé pont Gisèle-Halimi au début du XXIe siècle) un peu en amont sur décision de Napoléon Ier pour permettre la traversée de sa Grande Armée. Les pierres coquillières provenant de la démolition de l'ancien pont sont remployées pour l'aménagement des cales de l'Abreuvoir.
Le Bourg de la Grande Fontaine se développe autour d'une fontaine qui existe toujours sur l'actuelle place du Général-Leclerc, face à l'hôtel de ville. Elle fournit une partie de la ville en eau potable pendant 800 ans, jusqu'au début du XXIe siècle, date de l'arrêt son exploitation en raison d'un niveau de pollution aux nitrates trop élevé. Sa présence explique le développement du petit faubourg le long d'une rue qui monte en direction du Sud (l'actuelle rue Léon-Gambetta) et s'arrête initialement au carrefour des Quatre-Cantons (au carrefour entre les rues Léon-Gambetta et Frédéric-Bastiat).
Le quartier est peuplé d'habitants de condition modeste, des artisans, commerçants ou boutiquiers notamment. Une enceinte primitive, constituée d'un fossé et d'une palissade, protège les habitants, avant d'être remplacée par une muraille en pierre. C'est dans ce quartier que s'installe le couvent des Cordeliers vers 1260, à l'extérieur des murs, face à la première porte de Saint-Sever (située à l'origine au carrefour des Quatre Cantons. L'expansion du quartier finit par englober le couvent et une deuxième enceinte est érigée jusqu'à l'actuelle avenue Sadi-Carnot. La porte de Saint-Sever est déplacée vers le Sud et le couvent se retrouve ainsi à l'intérieur des murs de la ville.

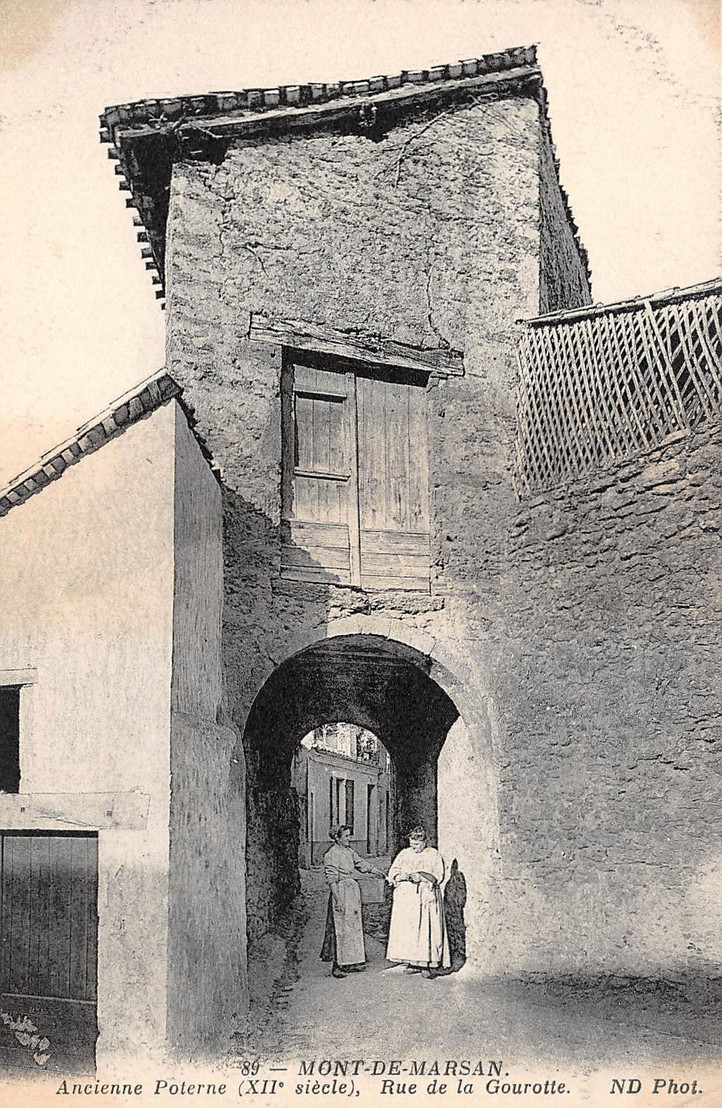
Poterne romane de la rue de la Gourotte. Elle n'était pas une porte de la ville mais donnait accès aux cales de la Midouze. Elle est détruite dans les années 1960 lors de la rénovation du quartier
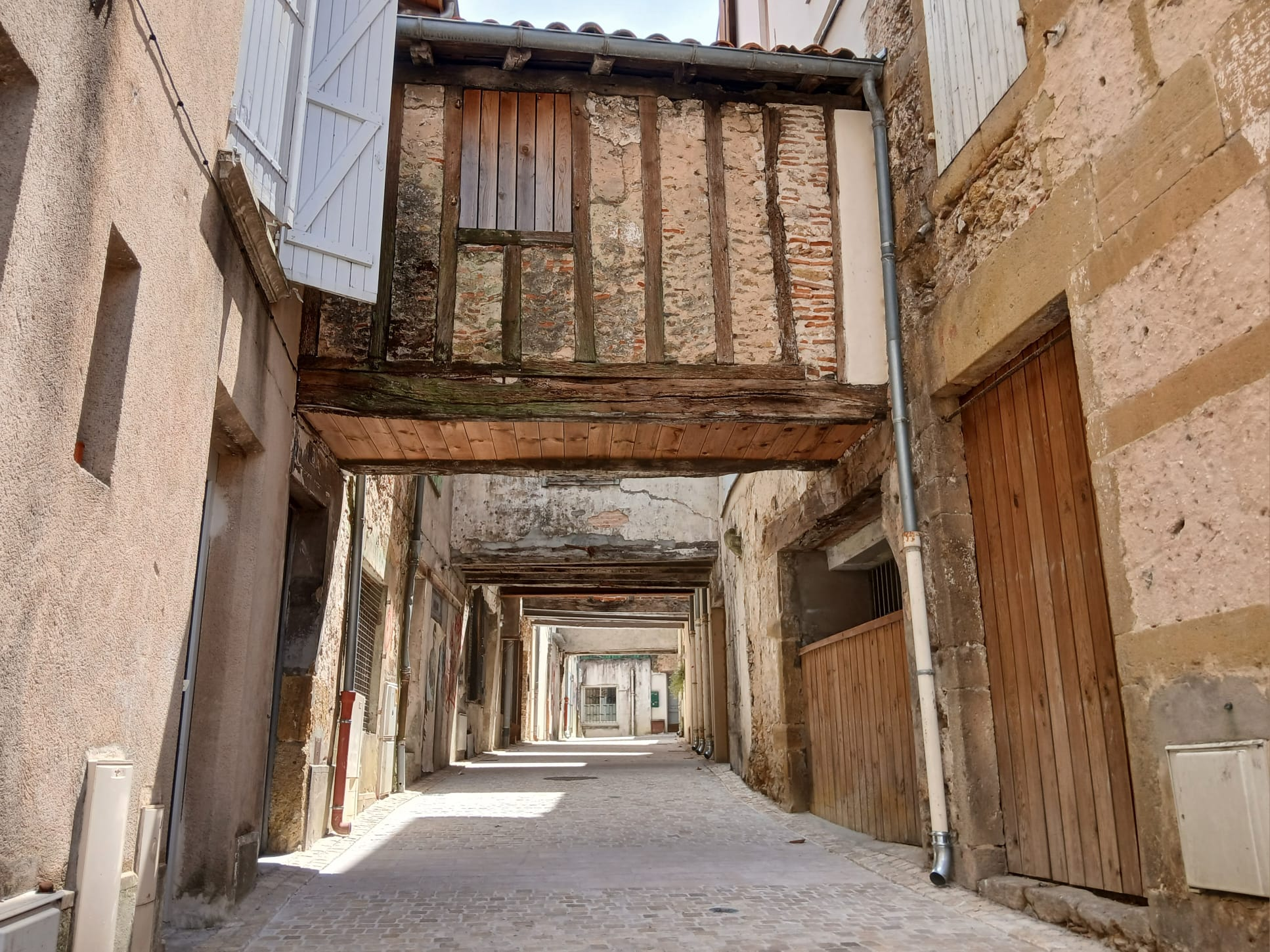
Rue des Arceaux, tracée au Moyen Age dans le bourg de la Grande Fontaine. Passages couverts (ou pontets) à colombage.
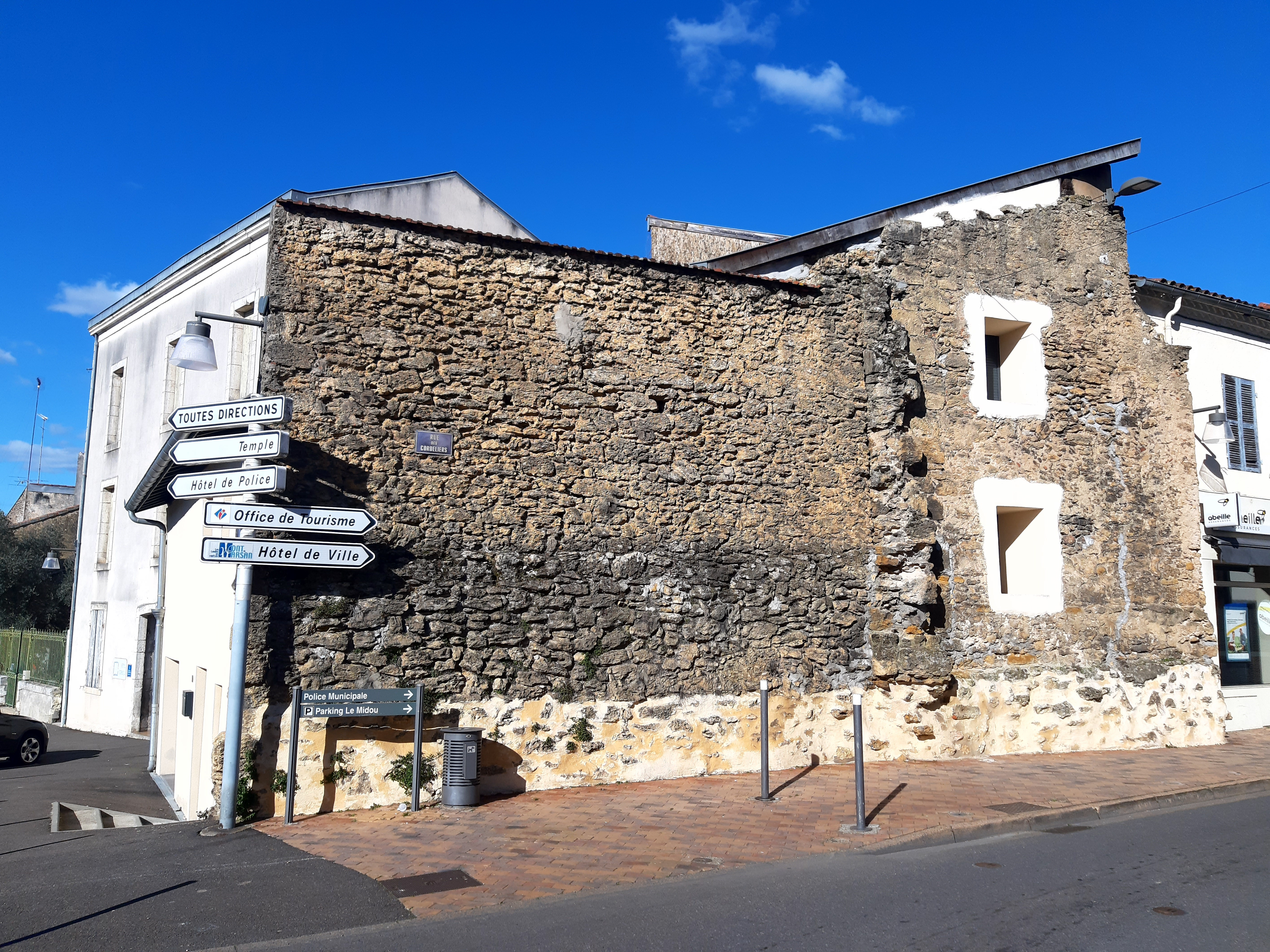
Vestige du deuxième rempart du Bourg de la Grande Fontaine, rue des Cordeliers.

### Le faubourg de Pujolin
À l'Est de l'église de la Madeleine et hors des premiers remparts du Bourg-Vieux se développe le petit quartier de Pujolin ou de La Cataye. Il est cité pour la première fois en 1450 sous le nom de Lacatasi ou Pujorin. On ignore le sens de Lacatasis. En revanche, Pujolin est constitué de deux mots gascons : pouy, qui signifie hauteur, et oren, qui signifie Est, orient. Le toponyme est donc celui d'une hauteur vers l'Est, qui pourrait correspondre à un talus qui rejoignait Douze et Midou et mis au jour lors de fouilles archéologiques réalisées en 2006. Il a été démoli lors de l'extension des remparts de pierre. Le bourg inclut l'actuel hôtel du conseil départemental des Landes, le musée Dubalen, le donjon Lacataye et l'ancienne chapelle romane. Il est bordé au Nord par l'actuelle rue Victor-Hugo, à l'Est par le talus et au sud par le Midou.

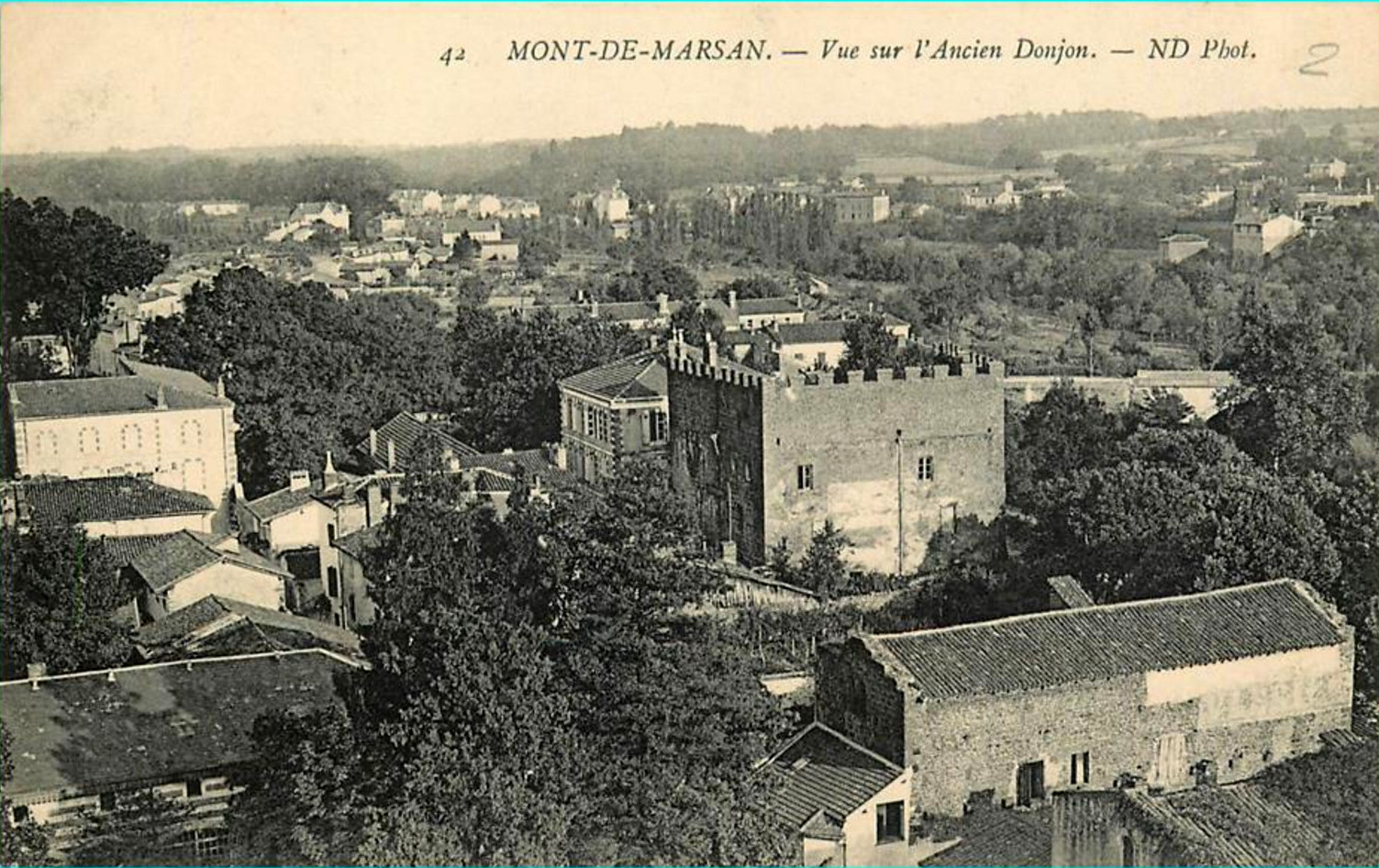
Vue sur le faubourg de Pujolin et le donjon Lacataye.
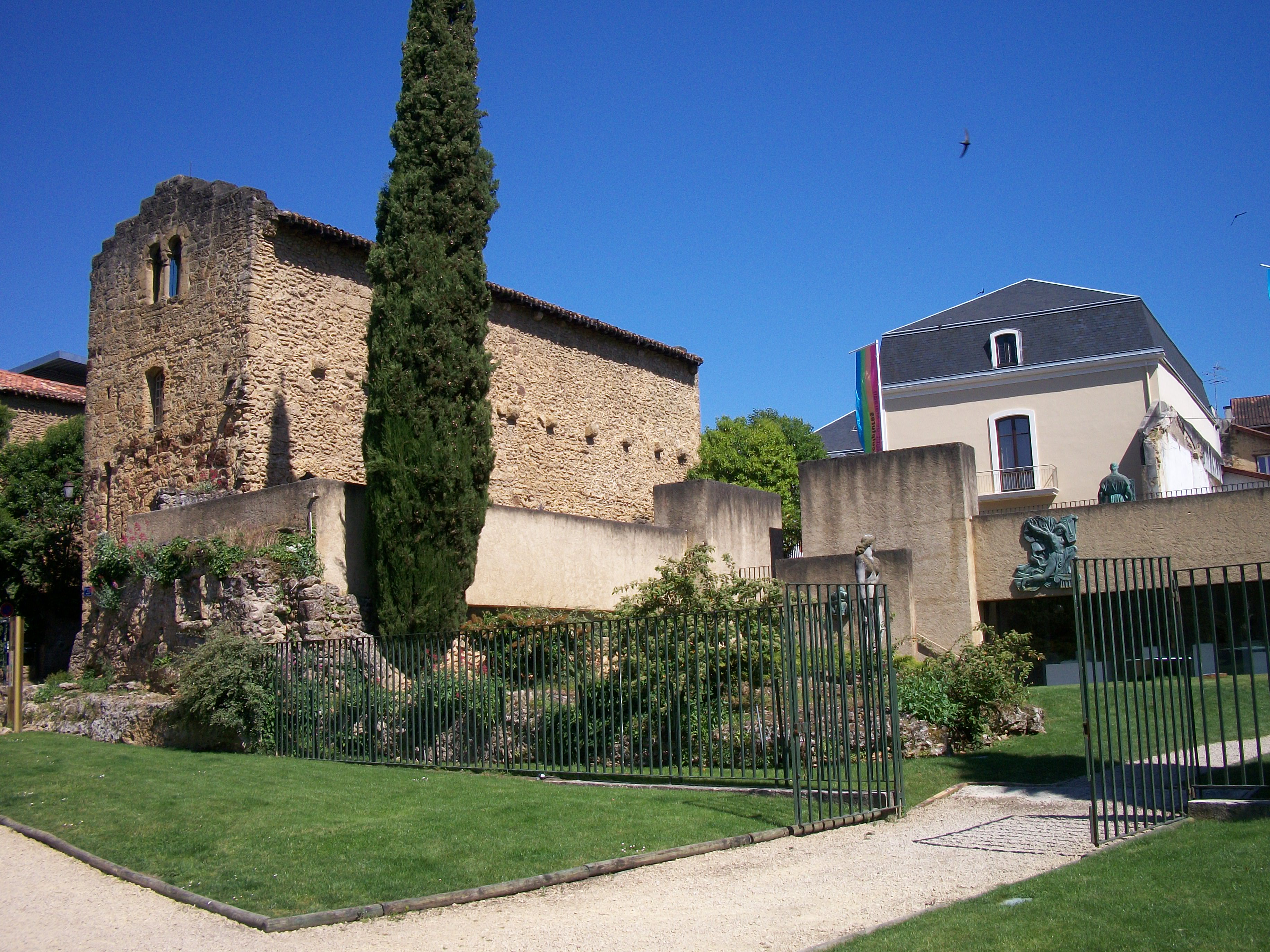
Musée Dubalen.
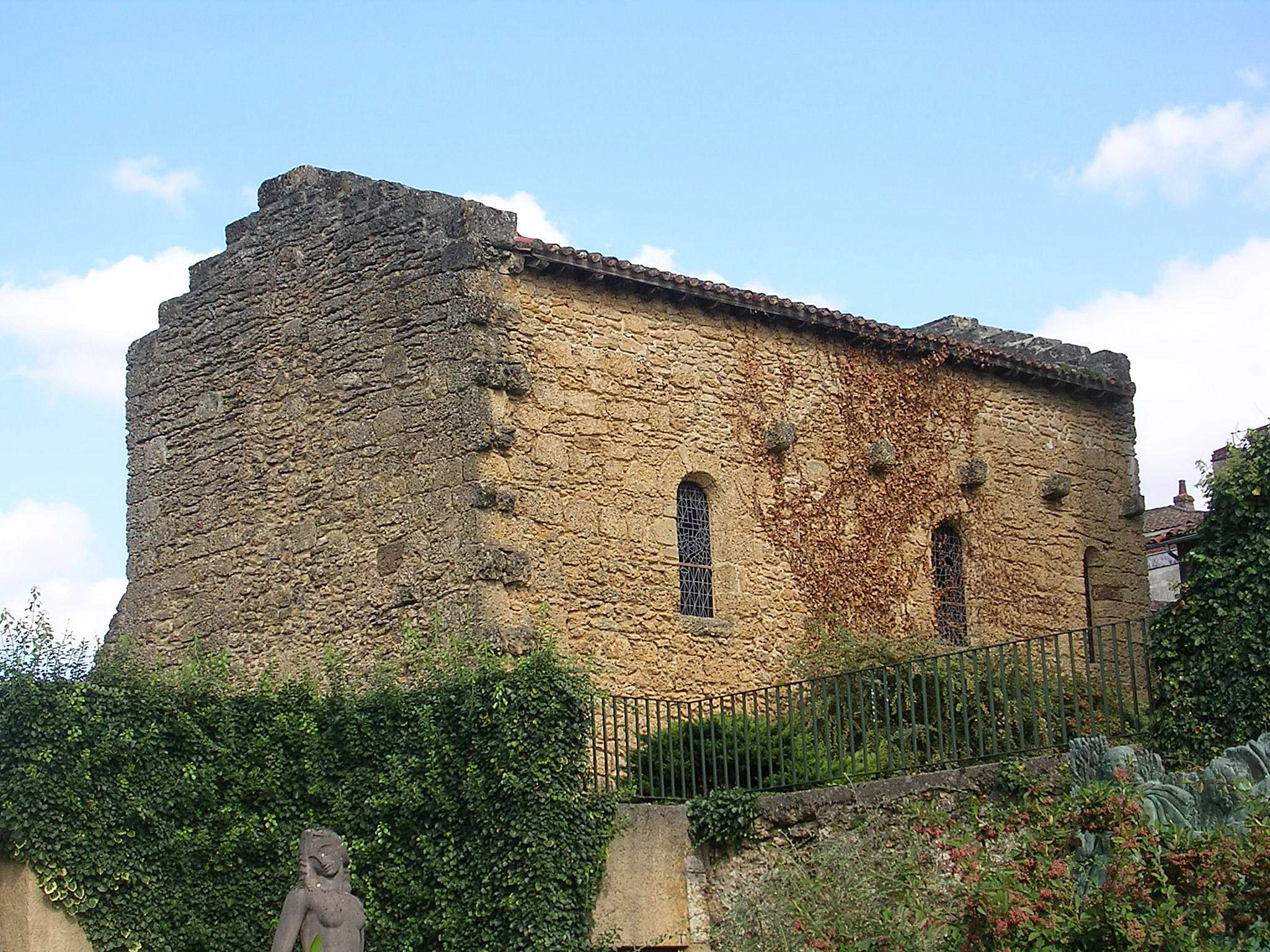
Ancienne chapelle romane.

### Le quartier du port
Le port de Mont-de-Marsan est au centre de la stratégie du vicomte concernant l'implantation du bourg castral, en raison de la position du site à la limite de la Haute Lande, de la Chalosse et de l'Armagnac, entre Bayonne et Toulouse, Pau et Bordeaux. Le quartier du port se développe sur la rive gauche de la Midouze le long de l'actuelle rue Maréchal-Bosquet, plus tardivement que les premiers, au fur et à mesure de l'étalement de l'activité portuaire vers l'aval, au-delà de la place du Commerce (actuelle place Joseph-Pancaut), principalement après la guerre de Cent Ans, le conflit ayant ralenti les échanges commerciaux. Une porte du port existe alors au débouché de l'actuelle rue Frédéric-Bastiat. L'actuelle place Joseph-Pancaut (primitivement place du Port, puis place du Commerce), devient l'épicentre de la vie économique de la cité. Ouvriers et bateliers s'y établissent, suivis à partir des années 1860 par les négociants. Des hôtels particuliers, tels que la maison Marrast ou la maison Bié, témoignent de ce riche passé.

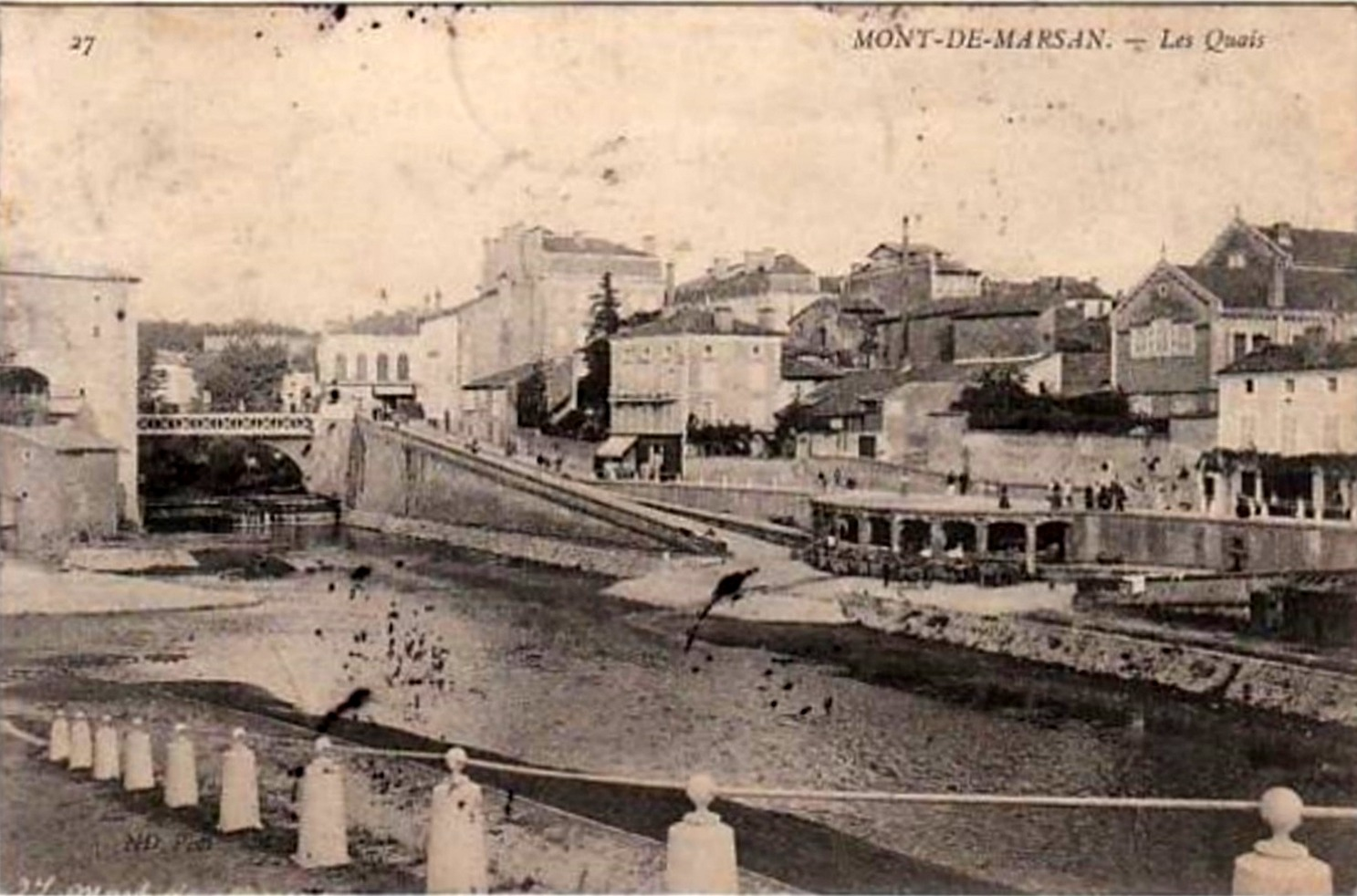
Les quais.
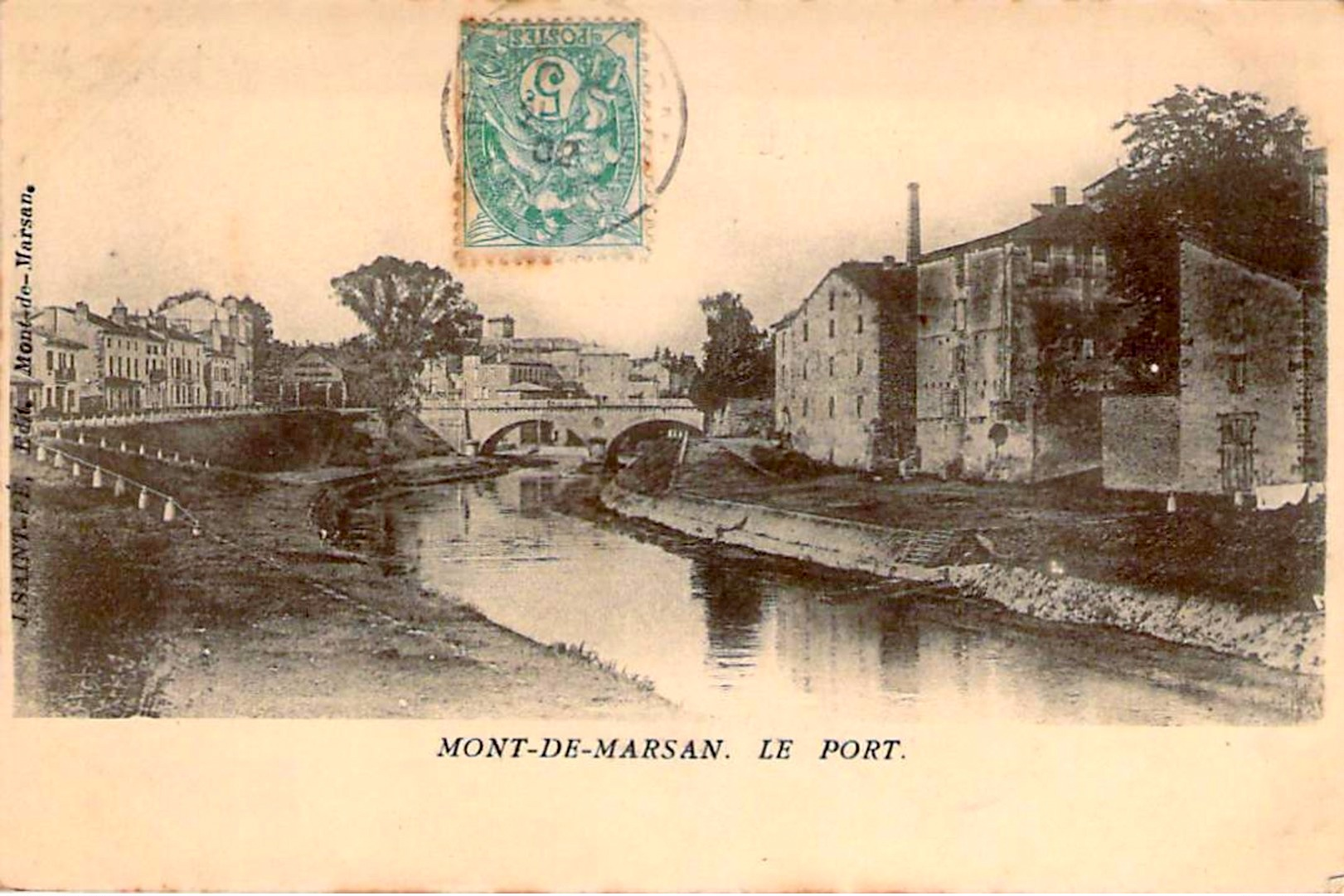
Quartier du port.

### Développements ultérieurs
Au XIVe siècle, la ville continue à s'étendre vers ce qui sera la place Saint-Roch et le long de la Midouze vers la place du Commerce. Un nouveau quartier se développe à l'Est du Bourg de la Grande Fontaine, c'est le Bourg de la porte d'Aire, extension qui englobe le secteur de l'avenue Aristide-Briant (à l'emplacement de l'actuelle brasserie Le Donjon et de l'immeuble qui lui fait face). Le petit faubourg de la porte Campet, constituant une avancée vers la paroisse de Saint-Jean-d'Août, se développe quant à lui sur la rive droite de la Douze, quand le Bourg-Neuf finit son expansion. Il est peuplé d'artisans, une tannerie laisse notamment son nom à la place de la Tannerie (actuelle place Raymond-Poincaré). Gaston Fébus, sous les menaces soulevées par la guerre de Cent Ans, protège le bourg de remparts et fait édifier le château de Nolibos en 1344. Entièrement fortifiée, Mont-de-Marsan atteint ainsi la superficie qui restera la sienne pendant près de six siècles.
Après la destruction du château de Nolibos, ordonnée par décret royal de 1627, la ville détruit ses remparts en 1726 à la demande des habitants. En 1746, on abat encore une tour. En 1777, l'autorisation est donnée pour démolir les portes de la ville, qui représentent une gêne pour la circulation. La ville ainsi aérée amorce sa modernisation. Le pont du Commerce (rebaptisé pont des Droits-de-l'Homme) est construit en 1869. Il est orné des armoiries de la ville.

## Ville de religion
La ville est fondée la voie Limousine des chemins de Compostelle qui part de Vézelay. Dès le XIIe siècle, elle se choisit sainte Marie-Madeleine comme patronne. L'église de la Madeleine de Mont-de-Marsan est un hommage à la basilique Sainte-Marie-Madeleine de Vézelay, où sont vénérées les reliques de la sainte. Divers établissements religieux sont fondés pour encadrer, accueillir et soigner le pèlerin.

### Circuit du pèlerin
Sur la paroisse de Saint-Martin-de-Nonères se trouve au Moyen Age le petit hôpital de la commanderie Sainte-Anne du Capcornau relevant de l'Ordre des Hospitaliers. Situé à l'emplacement de l'actuel hôpital Sainte-Anne, il constitue alors la dernière étape du pèlerin à l'approche de la cité. Celui-ci peut y faire une halte avant de franchir le confluent, pour y soigner ses plaies (notamment aux pieds), s'y reposer, manger ou y passer la nuit.
Le pèlerin du Moyen Age franchit ensuite la Douze par le pont de la May de Diù. Il arrive à hauteur de la porte de Roquefort, à l'extérieur des murs de la ville, où il est accueilli en un prieuré rattaché à l'abbaye de La Sauve-Majeure, qui sera remplacé par l'hôpital Saint-Jacques, connu depuis 1266. En 1275, l'évêque d'Aire retire cet hôpital aux hospitaliers et en donne les droits aux religieuses de Beyries, qui y fondent le premier couvent des Clarisses de Mont-de-Marsan. La porte de Roquefort franchie, le pèlerin est à l'intérieur des murs de la ville et se rend à la chapelle du prieuré bénédictins dépendant de l'abbaye de Saint-Sever où sera bâtie l'église de la Madeleine en 1829. Vers la fin du XIIe siècle ou début du XIIIe siècle, le petit hôpital Dieu, sans doute d'origine privée, existe à la porte de Campet. Au sud du confluent, le pèlerin peut faire étape à l'hôpital du pont de pierre, près de la cale de la Midouze ou à l'hôpital Saint-Jean-du-Bourg-de-la-Font, devant le couvent des Cordeliers, édifié vers 1260. Il ne reste aucune trace de nos jours de ces petites structures hospitalières hétéroclites, supprimées une à une après l'implantation à la fin du XVIe siècle d'un nouvel hôpital plus moderne et important dans l'actuelle rue Augustin-Lesbazeilles.

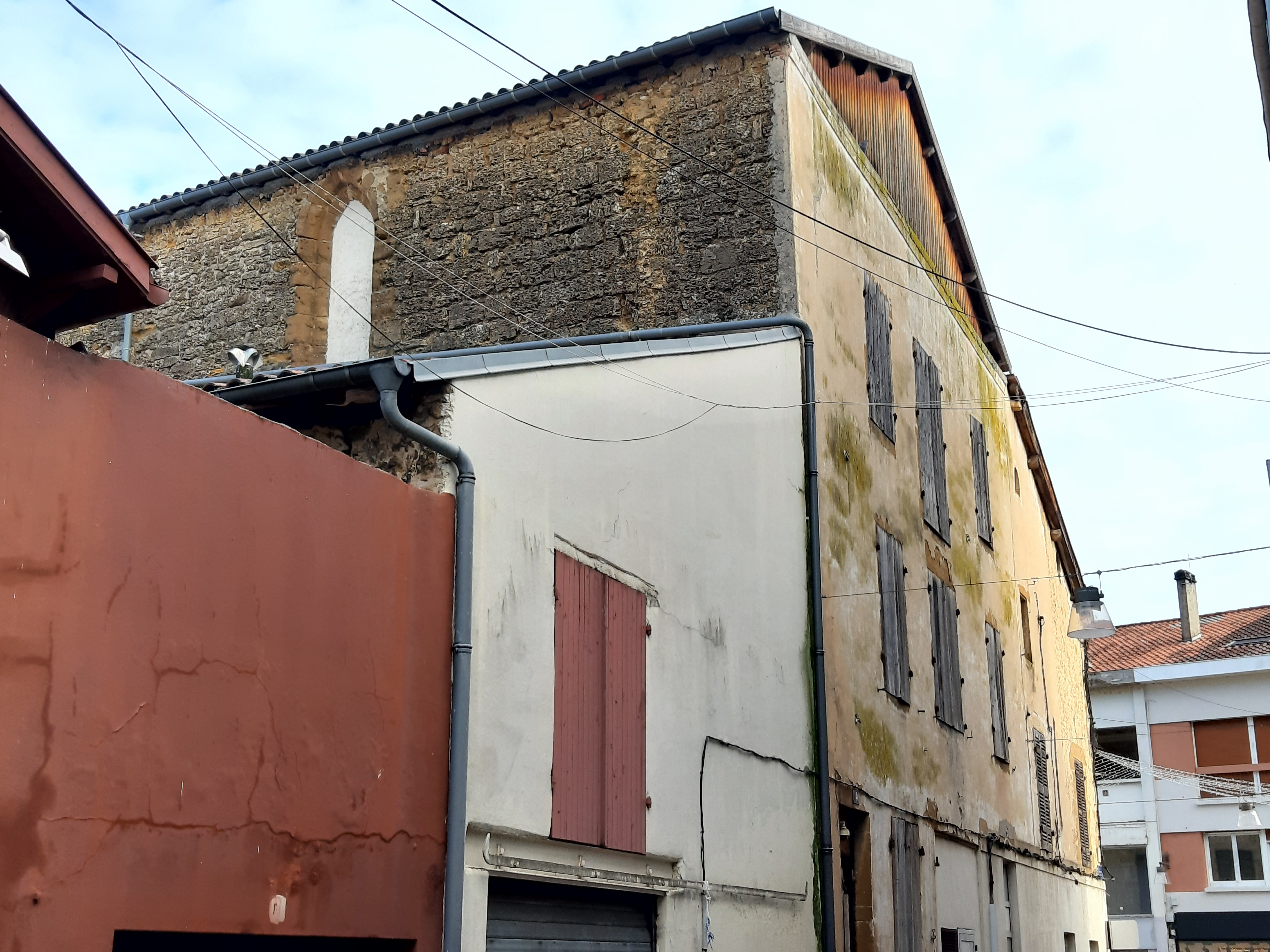
Vestige de l'ancien couvent des Cordeliers, ouverture ogivale de l'ancienne église.

Passé la porte de Saint-Sever, il poursuit sa route en direction du Sablar vers l'église de Saint-Pierre-du-Mont ou de Saint-Genès-des-Vallées, laisse à l'ouest la forêt de Haut-Mauco qui a mauvaise réputation, bifurque à hauteur du lieudit L'Espitaou à Benquet en direction de l'église Saint-Jean ou celle de Saint-Christau, longue l'enceinte de Castet-Charlat à Bas-Mauco pour atteindre l'église Saint-Jean de Péré au pied de Saint-Sever.

### Autres couvents
Au XVIIe siècle, après les guerres de religion, est fondé  le couvent des Barnabites (1657) pour l'enseignement secondaire des garçons puis le couvent des Ursulines (1658) pour l'instruction des jeunes filles. En 1677, Mont-de-Marsan repousse la demande de construction d'un nouveau couvent, celui des Capucins, arguant que la ville possède déjà quatre autres couvents : des Cordeliers et des Barnabites pour les hommes, des Clarisses et des Ursulines pour les femmes. Ces établissements religieux disparaissent à la suite de la Révolution française et leurs occupants sont dispersés.
L'abbé Malet, curé de Mont-de-Marsan de 1845 à 1883, fait venir quelques Capucins et les installe dans un couvent qu'il fait bâtir à ses frais, rue de la Croix-Blanche. Les moines en sont expulsés en 1882. En septembre 1914, des prisonniers de guerre allemands, blessés pour la plupart, sont envoyés loin du front à Mont-de-Marsan. Le lycée Duruy est transformé en hôpital et le couvent en annexe hospitalière. Les 78 soldats allemands décédés en captivité des suites de leurs blessures pendant la Grande Guerre sont inhumés au cimetière militaire  allemand de Mont-de-Marsan. Après la guerre de 1914-1918, les moines réintègrent le couvent.

## Ville de commerce
Dès le Moyen Âge, les produits des Landes de Gascogne et de l'Armagnac (vins landais, Armagnac, blé, miel sont acheminés du port de Mont-de-Marsan vers le port de Bayonne par des galupes.
À partir du XVIe siècle, la ville devient un centre privilégié de stockage de céréales, lui valant la réputation de grenier à grain des Landes et « l'un des plus grands marchés de France » selon les termes de Blaise de Monluc. Au Bourg-Vieux, un marché se tient au pied du château vieux, sur l'actuelle place devant le théâtre municipal. Les paysans vendent souvent en modeste quantité les produits de leur ferme, sur des étals ou à même le trottoir. Au Bourg de la Grande Fontaine, la place Saint-Roch est également un lieu traditionnel de marchés et de fêtes populaires. Le jeudi saint, elle se remplissait d'une foule de vendeurs et d'acheteurs. Paysans et métayers venaient des environs pour vendre des objets de leur fabrication : petits maillets, corbeilles à volailles, « tapiots » (pièges à petits oiseaux), échelles meunières, pignes à pignons. La place est couverte en 1952 d'une vaste structure métallique qui est démolie en 1980.

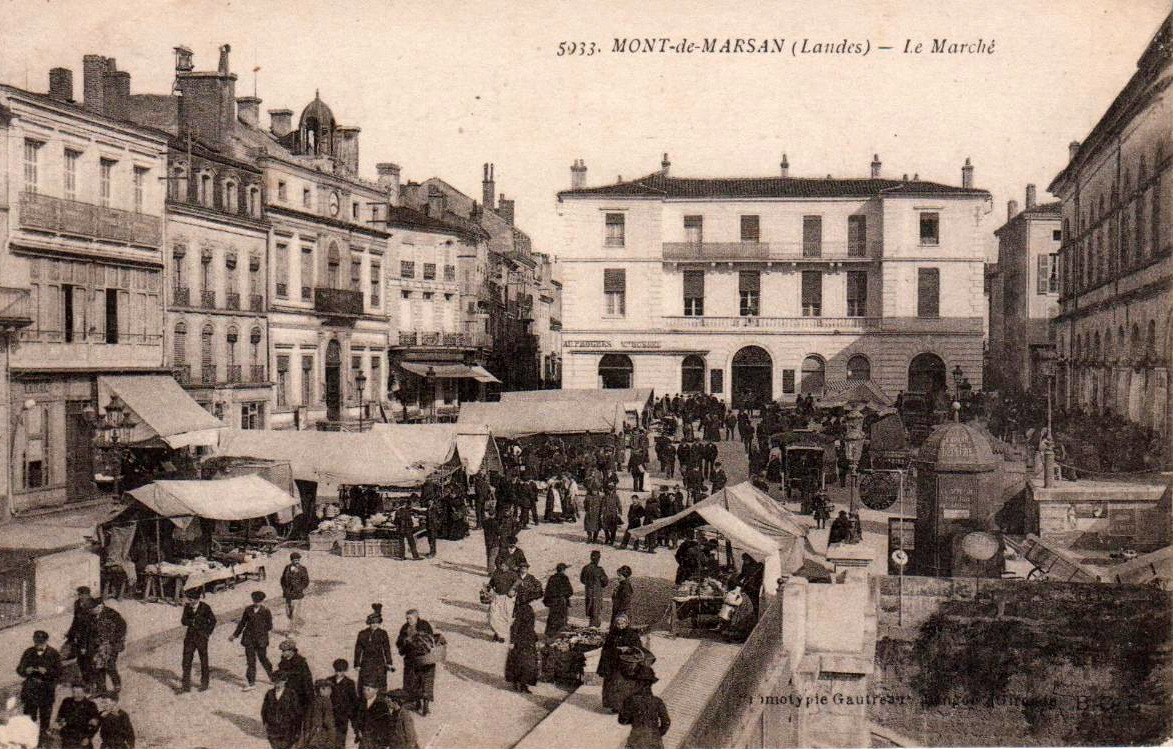
Marché sur la place entre l'ancien château vicomtal (emplacement de l'actuel théâtre à droite) et de l'ancienne mairie (bâtiment au clocheton à gauche).
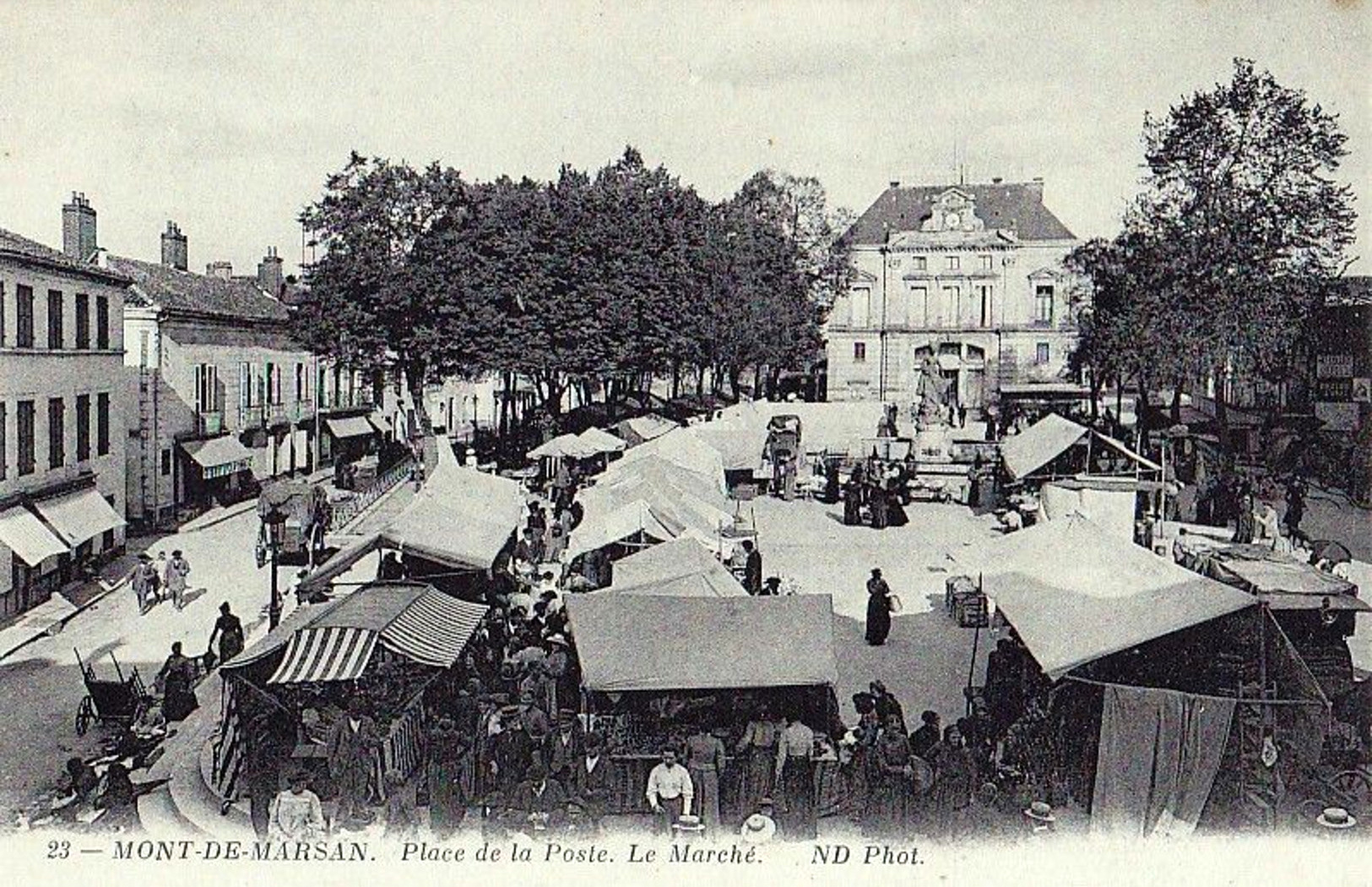
Marché sur la place Pascal-Duprat (actuelle place du Général-Leclerc).

## Guerres et urbanisme

### Guerre de Cent Ans
La guerre de Cent Ans débute en 1337 et Gaston Fébus atteint la majorité sept ans plus tard, en 1344. Il devient alors comte de Foix, seigneur de Béarn et vicomte de Marsan. Il doit dès lors gérer une situation complexe car son suzerain, le duc d'Aquitaine, est également roi d'Angleterre, en guerre contre le roi de France, à qui Gaston Fébus doit allégeance en tant que comte de Foix. Cette situation périlleuse l'amène à renforcer la sécurité de ses terres et pour cela, il y accomplit de grands travaux : il fait soit édifier soit transformer une quarantaine de forteresses défendant ses fiefs, allant du pays de Foix à la Soule, en passant par le Marsan. Il est plus que probable que la construction du château de Nolibos s'inscrive dans ce cadre, Gaston Fébus étant le seul à avoir le pouvoir et la capacité de bâtir une telle fortification. Grâce à son habileté, Gaston Fébus parvient à épargner ses terres des principales batailles de la guerre de Cent Ans, qui s'achève en 1453.

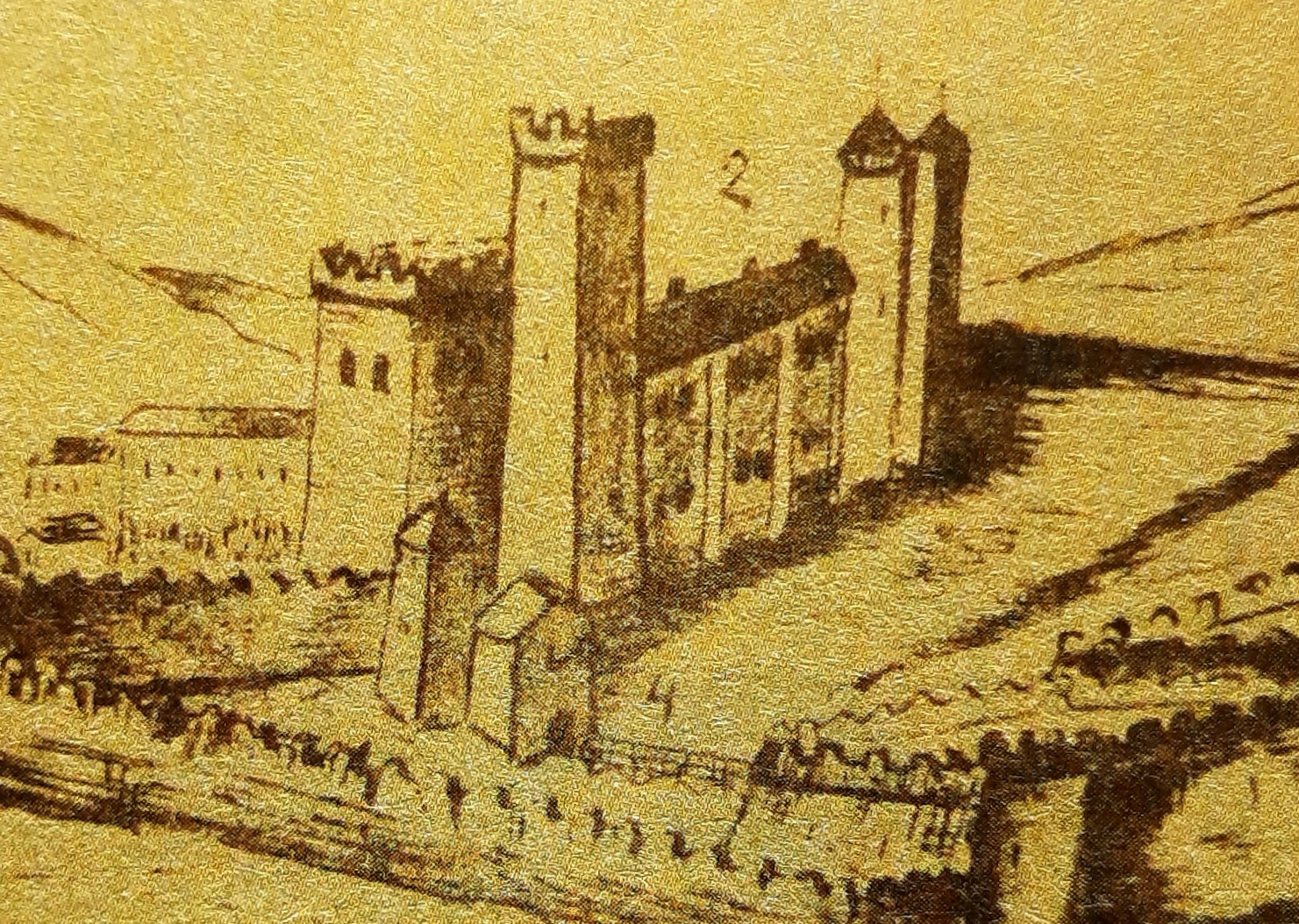
Représentation du château de Nolibos par Joachim Duviert (1612)

### Guerres de religion
La maison d'Albret prend possession de la vicomté de Marsan en 1517. Convertie au protestantisme, Jeanne d'Albret s'implique dans la diffusion du mouvement réformé et, par l'ordonnance du 19 juillet 1561, autorise le calvinisme dans son royaume de Navarre et ses possessions du Sud-Ouest de la France. Dans le Marsan, nombre de nobles et de bourgeois se convertissent. Mont-de-Marsan devient une place-forte huguenote ce qui entraîne des luttes incessantes avec le parti catholique. Le système défensif des tenailles se composait d'un double bastion entouré de fossés. Il est édifié entre 1585 et 1590 pour protéger la porte de Roquefort par décision d'Henri III de Navarre (le futur roi Henri IV de France). Il existait la « Grande Tenaille » au Sud, bastion de pierre et de terre d'un hectare environ et une « Petite Tenaille » au Nord de la rue Victor-Hugo. Louis XIII réussit, avec l'aide du cardinal de Richelieu, à mater la révolte des Protestants en France. Concernant Mont-de-Marsan, en réaction au soulèvement dirigé par le marquis huguenot Antonin de Castelnau, et afin d'éviter que la cité ne devienne une place forte protestante comme La Rochelle, le roi envoie une ordonnance datée du 24 mai 1627 au lieutenant général de la ville, Adam de Prugue, ainsi qu'au maire et aux jurats, exigeant le « rasement et démolition de fond en comble » du château de Nolibos et des Tenailles.

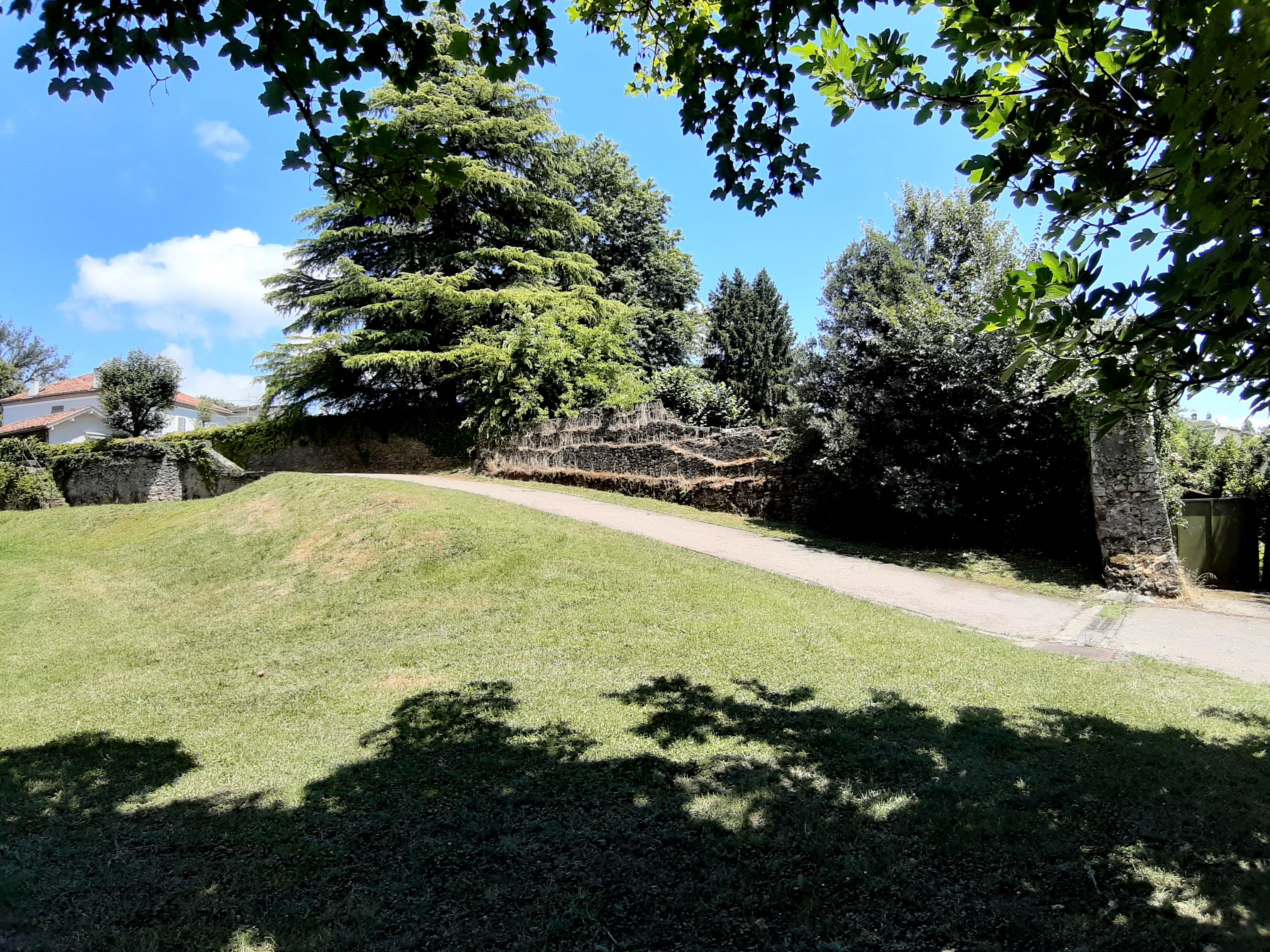
Vestiges des fortifications de la « Grande Tenaille »

## Préfecture et urbanisme
Le vote de l'Assemblée Constituante du 12 janvier 1790 et son décret du 15 février 1790 font de la nouvelle commune de Mont-de-Marsan le chef-lieu de district et du département des Landes, eux-aussi nouvellement créés. Ce choix se fait au détriment d'autres communes candidates, telles que Dax ou Saint-Sever, notamment grâce à l'action du député montois Antoine Dufau, qui deviendra par la suite maire de Mont-de-Marsan. 

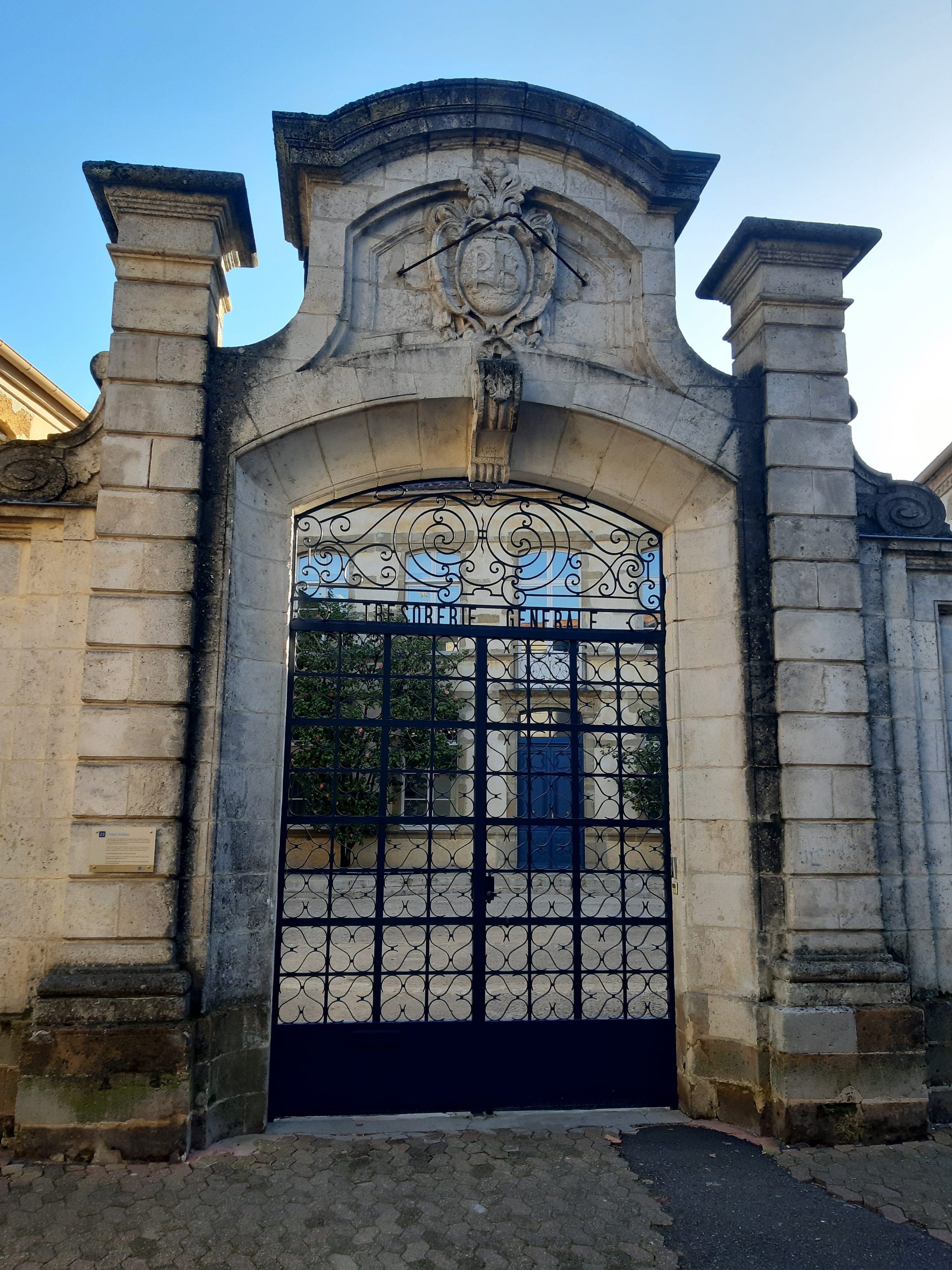
Hôtel Brettes, bâti en 1756.
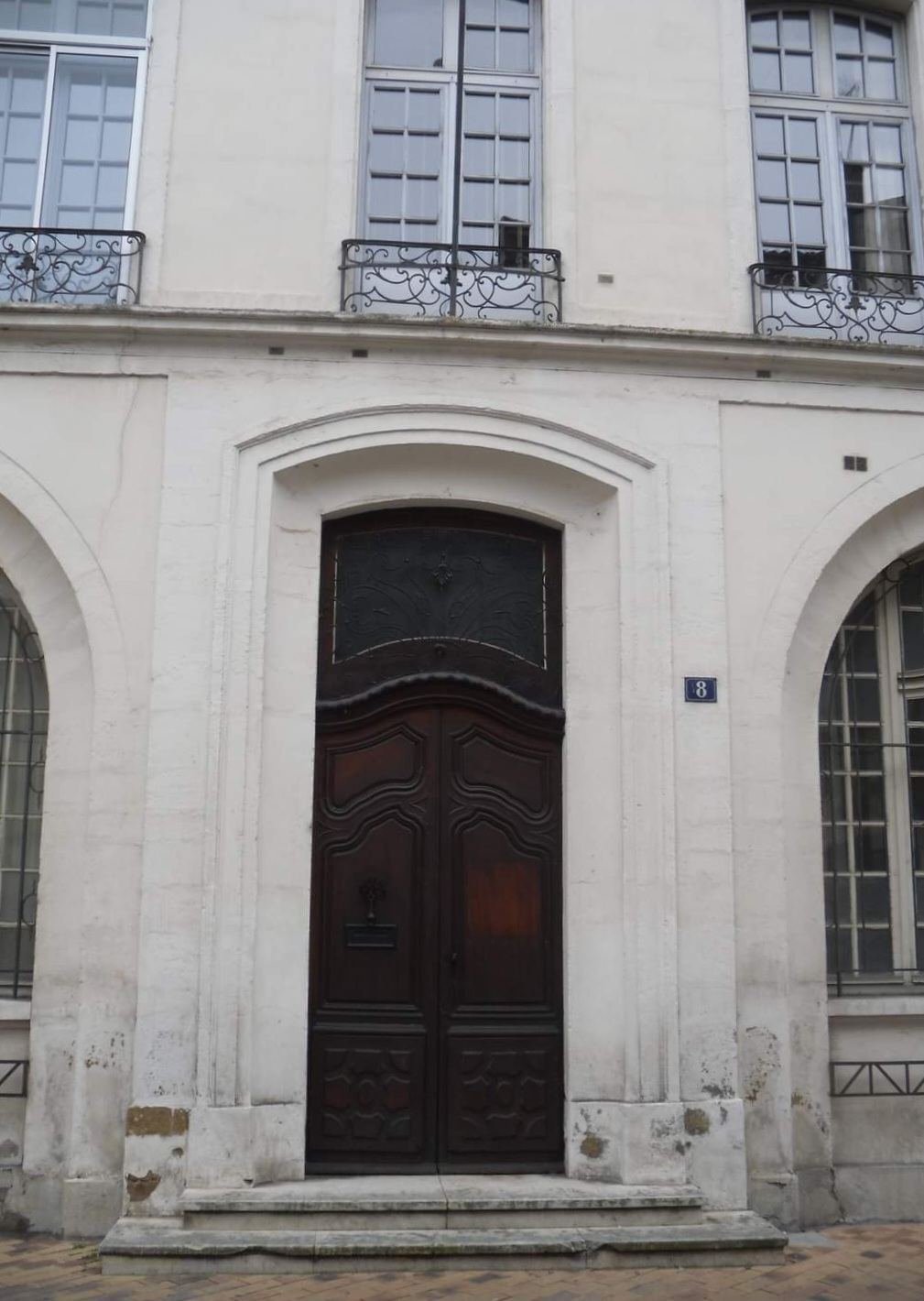
Maison Bié, bâtie en 1760
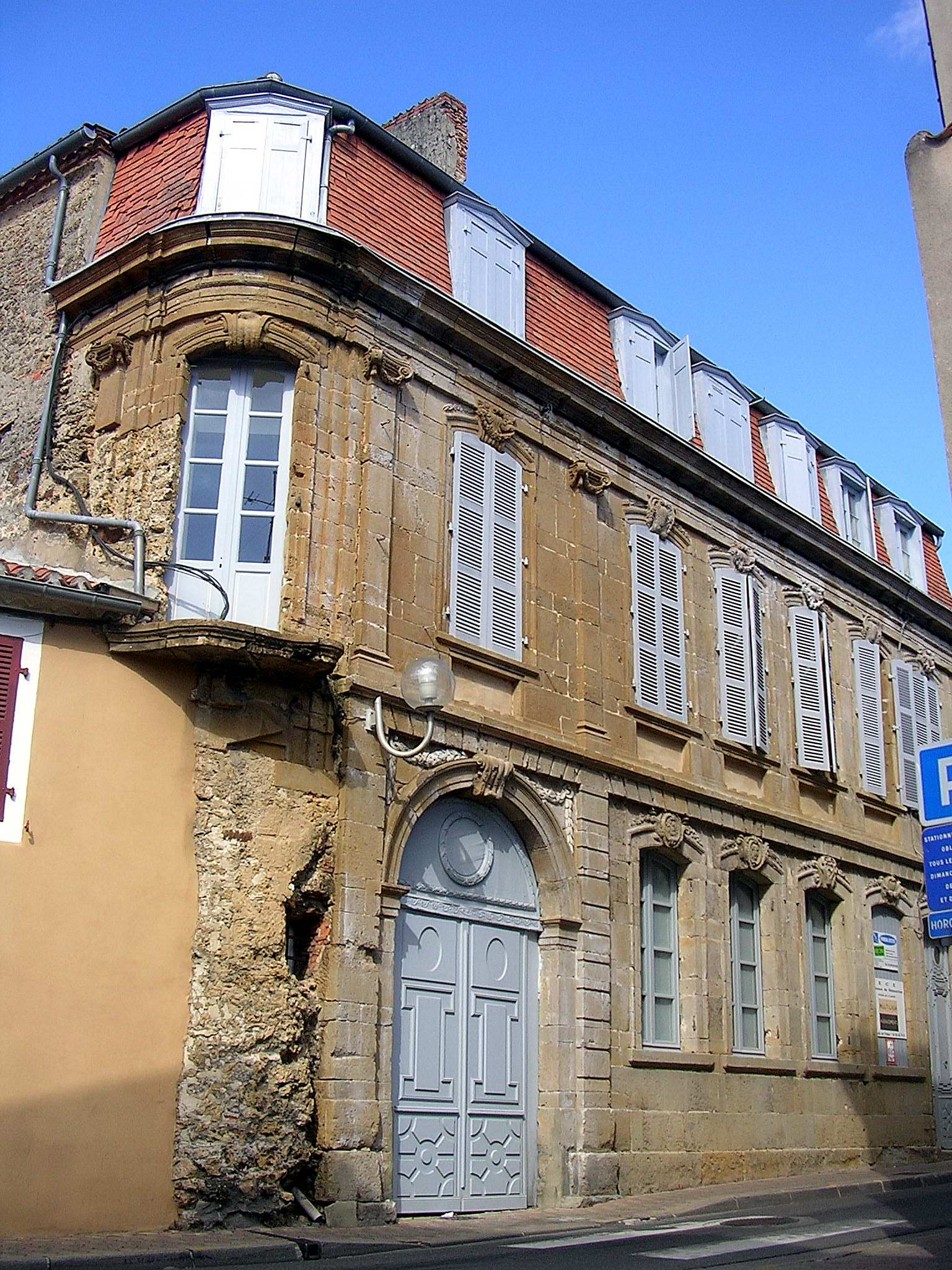
Maison Dupeyré, bâti en 1787. A gauche de la porte principale se trouve le vestige de la porte Campet.

### Architecture
La ville change peu de visage pendant la période révolutionnaire (1789-1799), hormis la vente du couvent des Cordeliers en différents lots. Durant cette période, la continuité des services attachés au statut de chef-lieu de département (justice, prison, conseil général, etc.) est assurée grâce au réemploi de bâtiments existants (Conseil général dans le couvent des Barnabites, palais de justice dans le château Vieux, prison et gendarmerie dans le couvent des Clarisses, caserne dans le couvent des Ursulines, etc.). Il faut attendre le début du XIXe siècle, et surtout le Premier Empire, pour qu'elle arase bâtiments conventuels et vestiges de fortifications devenues obsolètes, tournant le dos à ses origines médiévales et libérant l'espace foncier nécessaire pour édifier des bâtiments dignes de son statut, affirmant ainsi sa vocation administrative et tertiaire : préfecture des Landes, Conseil départemental des Landes, palais de justice de Mont-de-Marsan, gendarmerie de Mont-de-Marsan, prison de Mont-de-Marsan, caserne, bureau de bienfaisance, pépinière départementale, bureau de garantie des matières d'or et d'argent.
Le 13 avril 1808, Napoléon Ier fait étape à Mont-de-Marsan et passe la nuit à l'hôtel Papin. Quelques jours plus tard, il rédige le décret de Bayonne très très favorable au développement des Landes et à l'aménagement de son chef-lieu, ce qui pose les bases d'un nouvel urbanisme. À Mont-de-Marsan, cela se traduit par des édifices néoclassiques, harmonieux, fonctionnels et imposants, construits dans le quartier aristocratique du vieux bourg. Le tracé de l'actuelle rue du 8-Mai-1945 est l'œuvre de l'architecte et urbaniste David-François Panay. L'implantation d'un ensemble de bâtiments administratifs à cet endroit marque le début d'un bouleversement du vieux centre urbain. La ceinture et les remparts sont ainsi éventrés pour ouvrir la ville au nord, et les pouvoirs nouveaux s'installent dans la Grand-rue au milieu des notables.

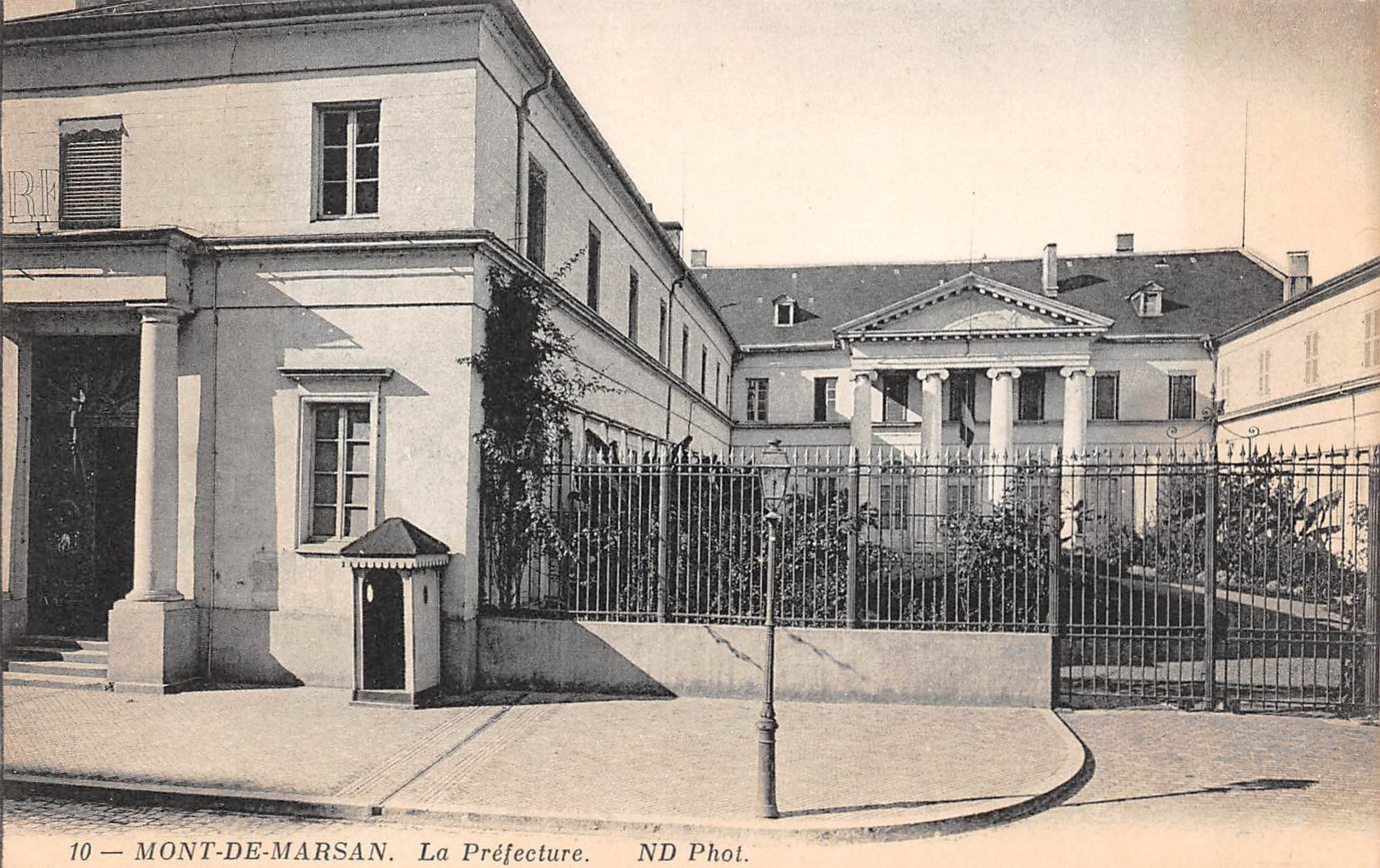
Hôtel de Préfecture, conçu selon un style néoclassique.
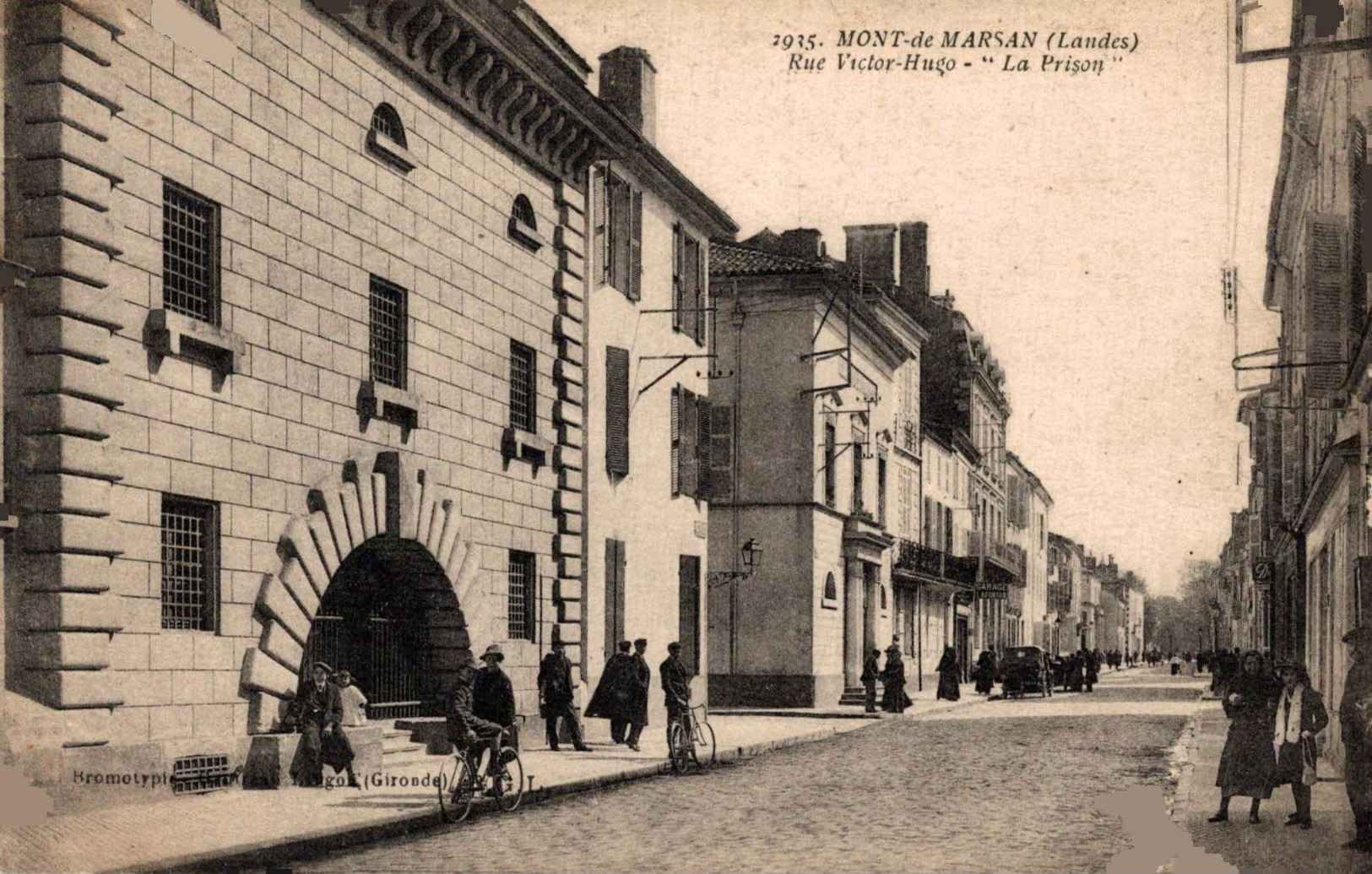
Maison d'arrêt.
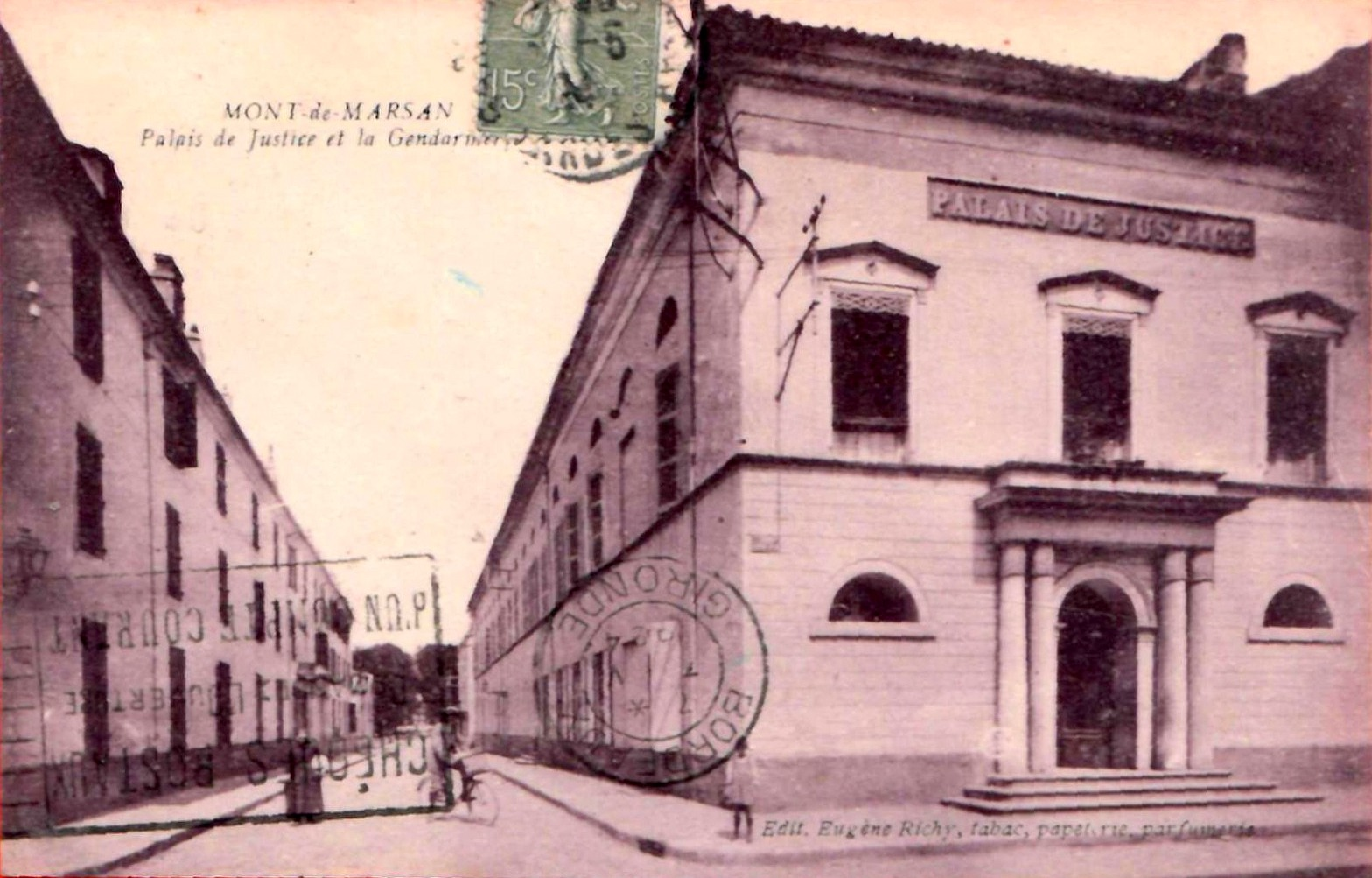
Palais de justice et gendarmerie.

### Annexions de communes voisines
En tant que nouvelle préfecture, Mont-de-Marsan se doit d'avoir une certaine stature, tant en population qu'en superficie. Avec environ  4 000 habitants à la fin du XVIIIe siècle, elle dépend du préfet, alors que les villes de plus de 5 000 habitants dépendent du ministre de l'intérieur, donc du Consul. Ces raisons font que la Ville souhaite s'agrandir par annexion de territoires voisins. Par application du décret du 12 novembre 1789, les communes de Mont-de-Marsan, Saint-Pierre-du-Mont, Saint-Jean-d'Août, Nonères et Saint-Médard-de-Beausse sont créées à partir des paroisses préexistantes. Or leur contour flou rend nécessaire un travail de délimitation authentique, qui ne sera réalisé qu'en 1811 avec le premier cadastre de la ville. Sans attendre cette date, un secteur de Saint-Jean-d'Août est annexé à Mont-de-Marsan dès 23 octobre 1800, le faubourg de la porte Campet, sur la rive droite de la Douze. Cela marque le coup d'envoi d'une série de fusions, d'annexions partielles ou totales et de réajustements territoriaux, s'accompagnant d'un mouvement de résistance et d'opposition des communes voisines ainsi impactées :
- 10 mai 1831 : annexion d'une partie des communes de Saint-Pierre-de-Mont, Saint-Jean-d'Août, Nonères, Saint-Médard-de-Beausse
- 18 mai 1837 : fusion des communes de Saint-Jean-d'Août et Nonères, qui deviennent la commune de Saint-Jean-d'Août-et-Nonères
- 13 juin 1866 : annexion des communes de Saint-Jean-d'Août-et-Nonères et de Saint-Médard-de-Beausse par Mont-de-Marsan, dont elles deviennent de simples quartiers, et d'une partie de Saint-Pierre-du-Mont

D'autres ajustements plus marginaux ont lieu en 1964 et 1972, date à laquelle la commune atteint ses limites actuelles.

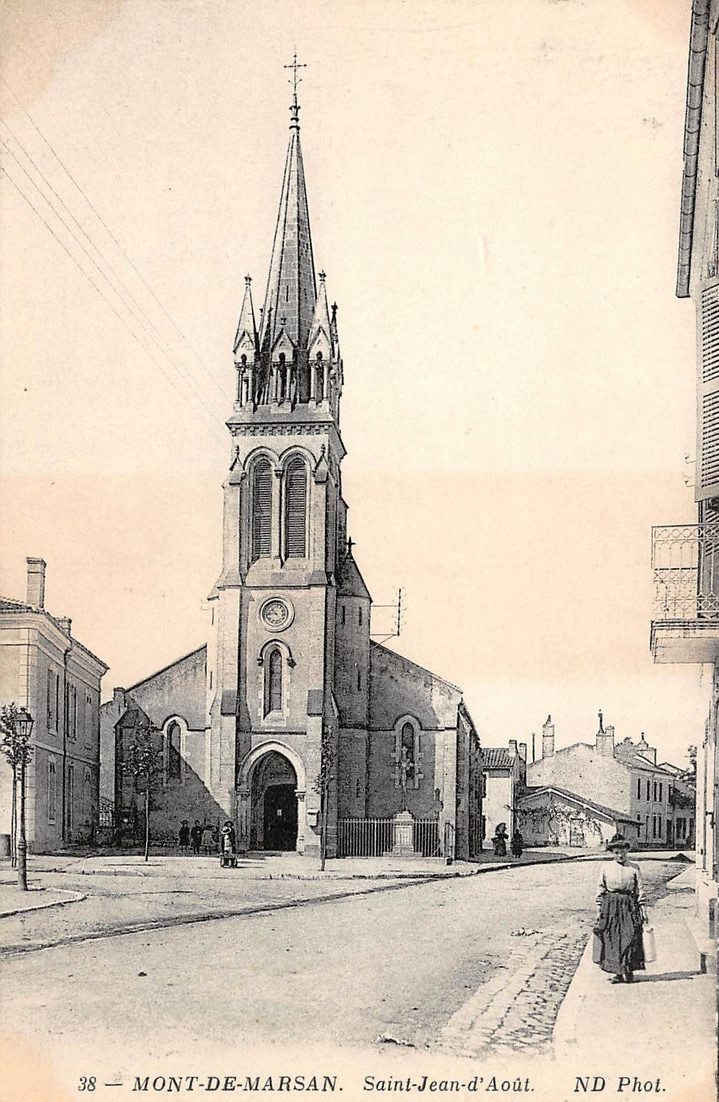
Église Saint-Jean-d'Août
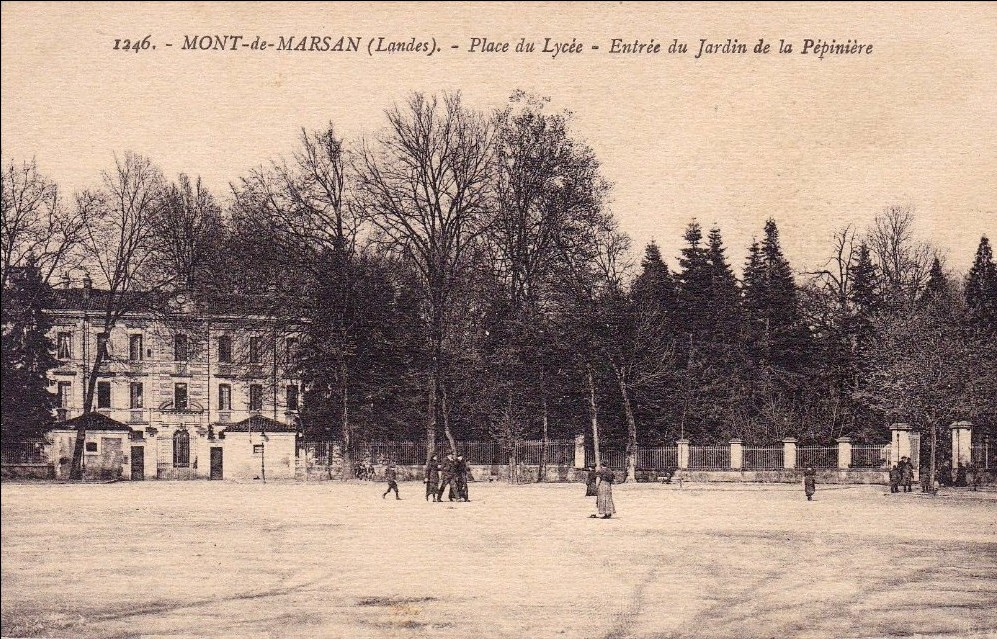
Nonères, devant la Pépinière départementale
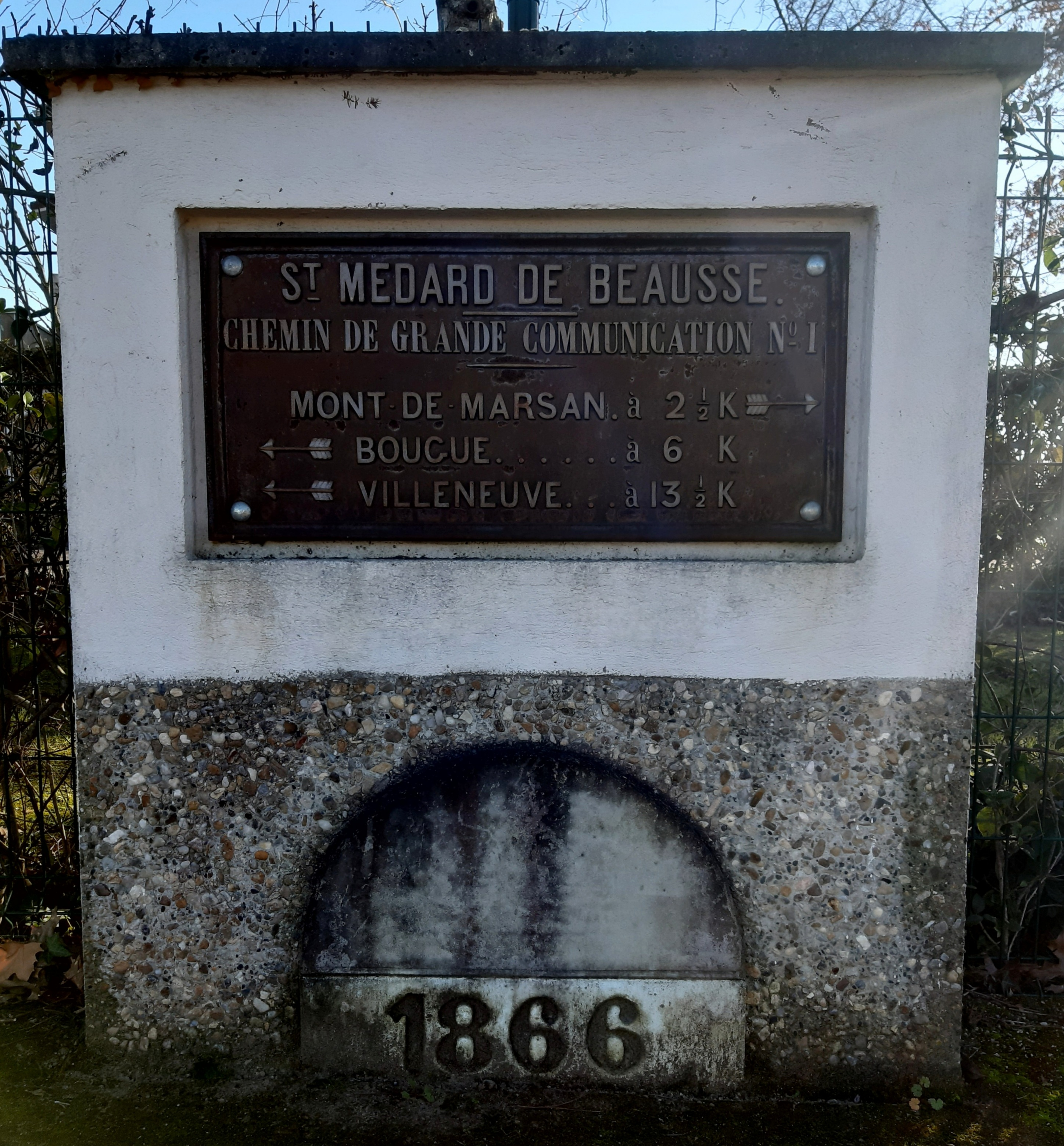
Borne de Saint-Médard-de-Beausse

## Création de quartiers
Au fil du temps, de nouveaux quartiers se créent ou sont annexés :
- Bize : du nom d'un entrepreneur de transport
- Briole : ancienne métairie
- Bourg-neuf : premier faubourg de la ville
- Brouchet : nom de lieu
- Le Coq Hardi : nom d'un restaurant
- La Caserne
- Corneillan : nom d'une maison
- La Croix-Blanche : ancien quartier des cardiers croix d'une maison
- Crouste : du gascon craouste, terrier de blaireau
- Fontainebleau : ancienne maison de campagne de l'évêché d'Aire-sur-l'Adour
- Les Gézits : quartier des exclus, des gézitains
- Harbaux : nom de la métairie de Harbos, qui existait déjà au XIIIe siècle sous le nom de Farbo
- La Hiroire : nom du domaine
- Le Mamelon Vert : nom d'une attaque lors de la campagne de Russie par le maréchal Bosquet
- La Patte d'Oie : forme du carrefour
- Le Péglé : nom gascon du four à goudron
- Le Peyrouat
- Le Plumaçon : nom de la métairie, qui a laissé son nom aux arènes du Plumaçon
- Les Quatre-Cantons : ou quatre angles
- Rigole : peut-être en référence à un écoulement d'eau
- Le Sablar : sans doute une ancienne carrière de sable
- Le Tuco : nom d'une métairie

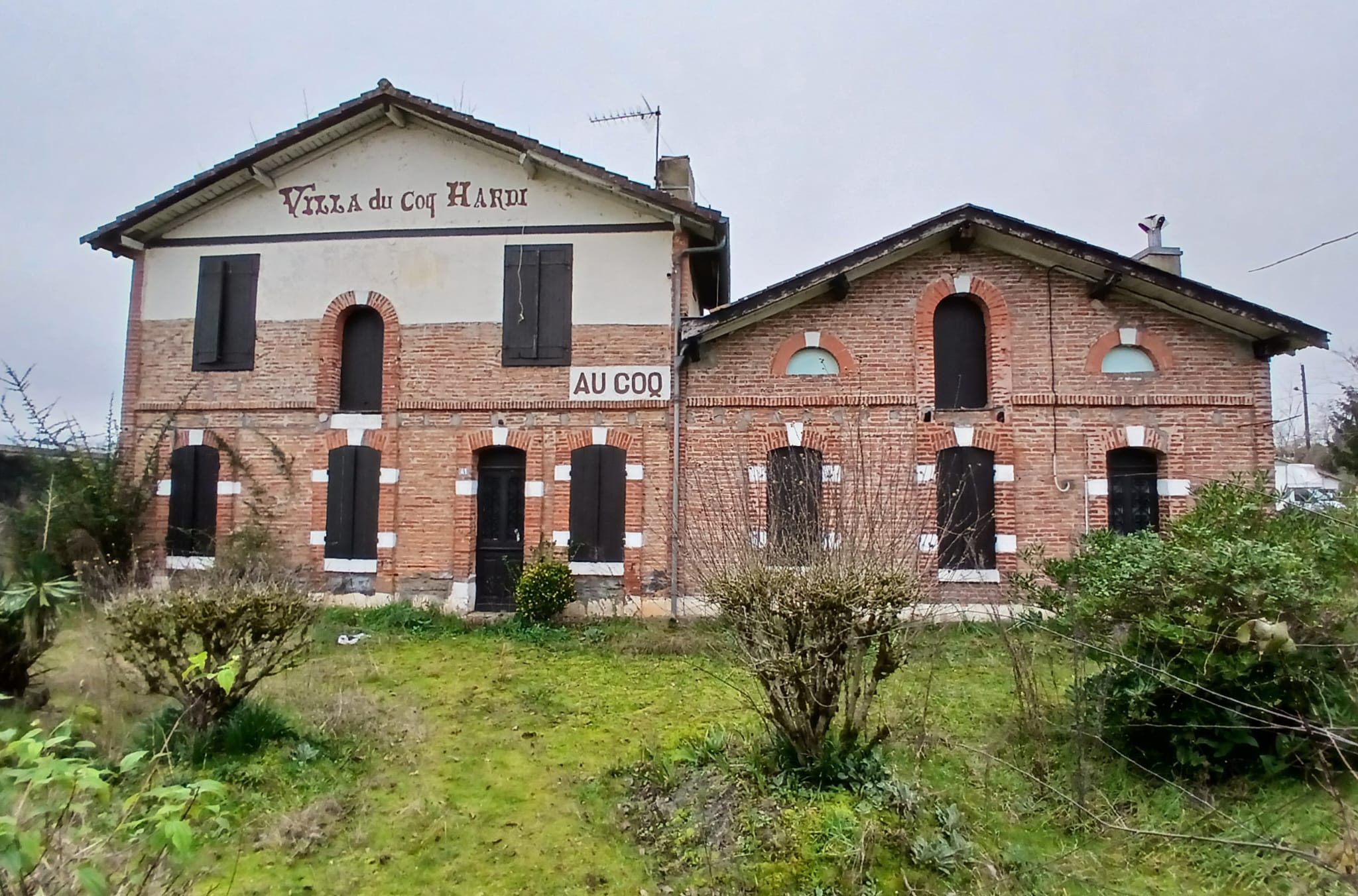
Le Coq Hardi, avenue de Sabres.
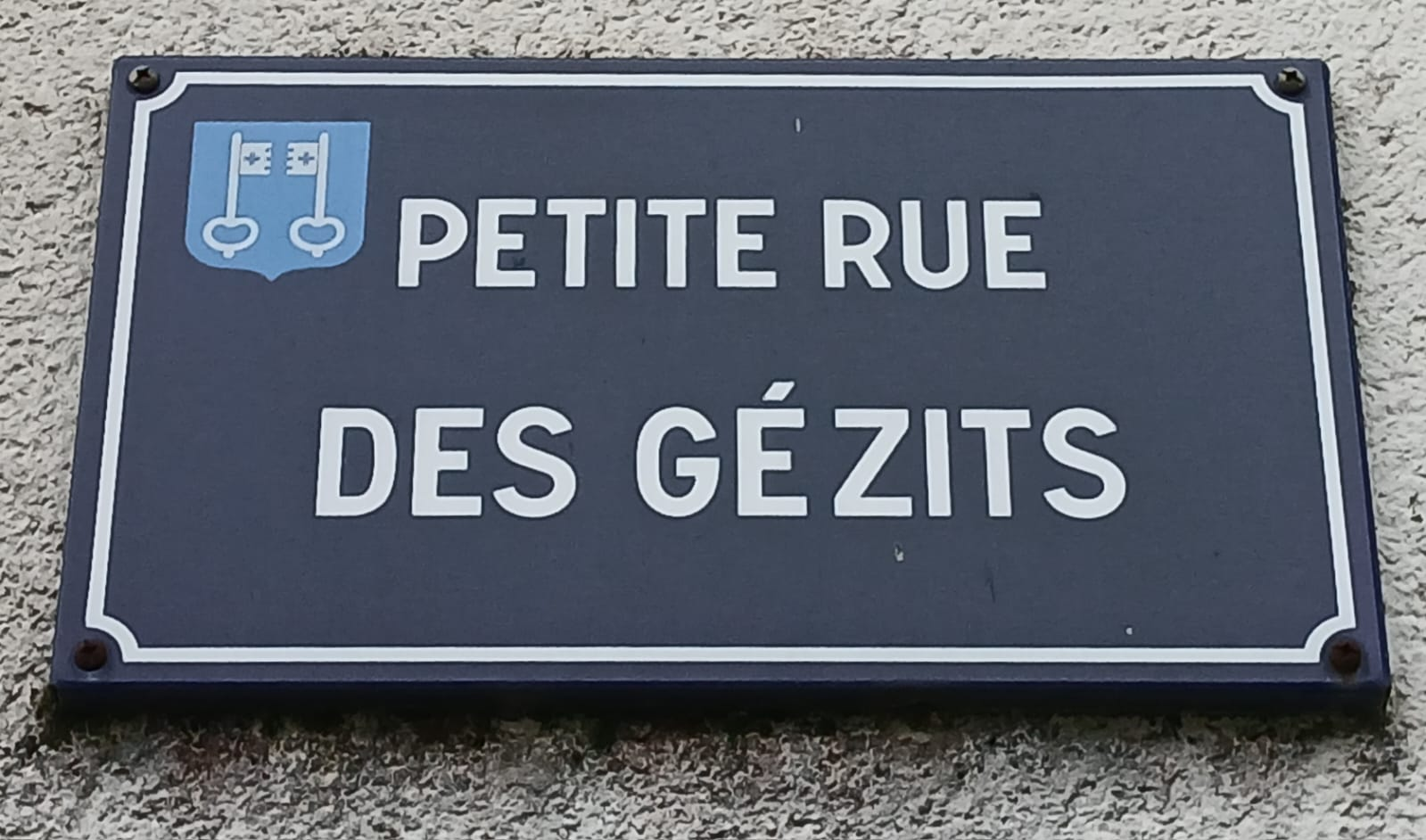
Petite rue des Gézits.

Nonères et Saint-Jean-d'Août gardent leur nom en tant que quartier et Saint-Médard-de-Beausse devient juste Saint-Médard. Les nouveaux quartiers sont essentiellement pavillonnaires. Le premier mouvement pavillonnaire débute à Mont-de-Marsan dans les années 1930 avec les pavillons Loucheur,, puis prend de l'ampleur dans les années 1960 avec les Castors Landais.